# デビルメイクライ5
『デビルメイクライ5』 (Devil May Cry 5) は、カプコンより2019年3月8日に発売された、デビルメイクライシリーズナンバリングタイトル第5作目のスタイリッシュアクションゲーム。PlayStation 4、Xbox One、Steamの3プラットフォームで世界同日発売された。また、本作のパワーアップ版として数々の追加要素を搭載した次世代機（PlayStation 5、Xbox Series X/S）発売と同日に発売した、『デビルメイクライ5 スペシャルエディション』（以下『5SE』と略）についても本項では扱う。

## 概要
デビルメイクライシリーズの『スペシャルエディション』などを除いたナンバリングタイトル第5作目。「E3 2018」でサプライズ的に初公開されて多くの反響を呼んだ。『DmC』からはおよそ6年、正式なナンバリングタイトルの新作としては『DMC4』以来11年振りの新作となる。
『バイオハザード7 レジデント イービル』や『バイオハザード RE:2』で使用されたREエンジンをゲームエンジンとして採用し、前作以前とは違ったフォトリアルを追求したグラフィックスとなっており、メインキャラクターのフェイスモデルは実在の俳優の顔立ちをスキャンし、ゲームグラフィックスに落とし込んだもの。
初報から公開された劇伴である、ネロの戦闘曲「Devil Trigger」は公開初週にイギリスのiTunesロックチャートでダウンロードセールス第1位を獲得している。日本でのプロモーションにおいてはHYDEが書き下ろした「MAD QUALIA」が使用されている。
前作までと同様主人公であるネロとダンテに加え、謎の男Vからなる3人のプレイアブルキャラクターが存在する。プロデューサーの岡部眞輝によれば、アクションや武器などの要素において、日本で中二病や中二感と俗称される“中二”を海外に広めるため、そのフィーリングが娯楽として作中に散りばめられている。
2019年2月7日よりPlayStation Storeで体験版が配信された。
ゲーム本編に先駆け、ストーリーの補完を兼ねた公式前日譚小説『Devil May Cry 5 -Before the Nightmare-』が2019年3月1日に発売。また、スピンオフ漫画『Devil May Cry 5 – Visions of V –』がLINEマンガにて2019年4月27日より連載。

## ゲームシステム
ミッション（ステージ）を選び、敵を倒して進むシリーズ従来の3Dアクションゲームとして基本的な部分に変更は無く、使用武器などのシステムは概ねミッションのクリアに伴って開放されていく。

### 過去作からの主だった変更・追加点
アイテム
後述のシェアードシングルプレイとの都合を兼ねて、メニュー画面を開いて任意で使用し体力回復や敵へのダメージ効果を与える等のアイテム類が廃止された。
代わりに今作では体力及びデビルトリガー回復用のオーブがステージ各所へ多めに配置されている他、戦闘時におけるデビルトリガーゲージ上昇率が従来作よりも高く調整されている。
スタイリッシュランク
本作ではスタイリッシュランクによって自動的にBGMが変化していき、ランクが上がるほど盛り上がる曲調になっていく。外伝作品の『DmC』で採用されたランク表示時のボイスの挿入が実装されており、追加DLCの「EXスタイリッシュランクボイス」を購入することで、汎用ボイスをニコやモリソンの声に変更ができる。
- D...Dismal / 陰気な。
- C...Crazy / イカれてる。
- B...Badass / イケてる。
- A...Apocalyptic / 天啓的な。
- S...Savage! / 激しいな!
- SS ...Sick'Skills!! / 最高の腕前だ!!
- SSS ...Smokin'SexyStyle!! / 熱くて魅力的なスタイルだ!!

ステージギミック
キーアイテム入手で道を開く仕掛けやパズル要素が簡略化されている。
各種ゲージの回復オーブを排出する破壊可能オブジェクトが、対応した色の鉱石に統一された。
リザルト評価
アイテム使用回数とレッドオーブ獲得量が評価項目から削除。ステージの各戦闘シーンにおける平均スタイリッシュポイント、及びコンティニュー回数などによるボーナス&ペナルティを加味した合計スタイリッシュポイントによりランクが判定される。
シーンごとのランク評価はボーナス&ペナルティを考慮せず、またミッションのランク評価基準は難易度ごとに一律となっているため、シーンごとのランクがA以下であってもミッション全体のランクはSやBという場合がある。
その他、ミッション中に起こした行動によってエクストラボーナスを獲得でき、ランクボーナス分と合わせてレッドオーブがリザルトで付与される。エクストラボーナスの評価項目はミッションクリア時のタイムや戦闘におけるデビルトリガー使用回数など多岐に渡る。
シェアードシングルプレイ
本作で試みられた新たなオンラインプレイ形態。今作では同時間軸同舞台の分かれたエリアが別々のミッションとして収録、異なるキャラクターが一挙に戦うというシチュエーションが多々設けられ、遠くで戦うキャラクターの操作が、オンラインサーバーに登録された別プレイヤーのリプレイであるというもの。プレイヤー名も表示され、ミッションクリア後に「いいね！」で互いの評価を贈り合い、評価数でコンティニュー用アイテムであるゴールドオーブが手に入る。設定でマッチングを許可しない場合は、予めゲーム内に収録された開発スタッフ、または過去の自分ののリプレイが使用される。一部ミッションでは同ステージで一同に会しCO-OPプレイが展開。こちらはマッチングを行わない場合、他プレイヤーキャラはNPC操作となる事がある。後に追加されたバージルモードには適用されない。
カスタマイズ
前作でスキル購入及び強化に必要だったプラウドソウルが廃止され、消費・ゲージ上限追加アイテムと同様にレッドオーブで購入する『3』までの仕様に戻った。スキル購入に際しても、購入前に下記のVOIDで試用可能。購入後は技の着脱やレベルの度合いを任意で調節できる。
オートマチックアシスト
攻撃入力を連続で行うだけで、初心者でも手軽にコンボを繋げることができるモード。過去作ではミッション開始前の画面で選択できたが、今作ではミッション中にR3ボタンを押し込むことでON/OFFを切り替える事ができるようになった。ただし、このモードを利用した場合はリザルトでペナルティ補正がついてしまう。
真魔人
『2』で初登場した真魔人を十数年振りに採用。変身条件は変更され、DTゲージを消費して専用のゲージを溜めることで使用可能になったため、本シリーズの『スタイリッシュ』なプレイの過程上に組み込むことが可能となった。
パリィ
本作で追加されたアクション。敵の近距離攻撃に合わせて、自分も近距離攻撃を行うことで攻撃を弾き返し、敵をのけぞらせて隙を作ることができる。
フォトモード
ゲームプレイ中に自分の好きなタイミングで止めて撮影できるモード。カメラアングルを自由に動かして好みの場面を切り取れる他、撮影した写真をシェアすることもできる。
VOID
練習モード。登場させるザコ敵の種類・行動パターンの任意変更、ダメージ表記、入力コマンド表示等が実装され、アクションやコンボの練習を細かに試せる。
ギャラリー
本作の世界観を楽しめるモードでゲームの進行に合わせて、閲覧できるコンテンツが増えていく。内容は実に多彩で、キャラクターやエネミー、武器やアイテムなどをまとめたニコのレポートをはじめ、ライブラリやコンセプトアート、ゲーム中のBGMをまとめたジュークBOXなどがある。
ブラッディパレス
『2』以降お馴染みとなったミニゲーム。2019年4月1日より無料DLCとして配信された。基本ルールは『4』で確立されたシステムを継承しており、全101階層のステージでひたすら出現する敵と戦う構成となっている。装備やスキル、コスチュームは自由に選べるが、DLC装備は持ち込むことはできない。ネロのデビルブレイカーも通常の選択画面から持ち込めない代わりに、10階層毎にデビルブレイカー補給用の階層が用意される。また、今作からの追加要素として、簡易セーブデータを作成し、途中から再開できる中断機能や、一度到達した階層(これまでの自分の最高到達点の階層まで。クリアは必須ではない)を自由に選択し、何度でも挑戦できる「ウォームアップ」が追加された。これにより、前作『4』のように操作キャラによっては一部の敵キャラやボスとストーリー上で戦闘する機会がなく、対策が難しいといった欠点がある程度解消されている。一定階層毎にボスキャラクターが登場し、本編からゴリアテ、アルテミス、キャバリエーレアンジェロ、マルファス、キングケルベロス、ユリゼン、バージルが選出されている。ボスを倒すと操作キャラの体力が全快するが、最終盤のユリゼンは本編で戦った3形態との3連戦であり、完全に倒しきるまでは回復されない。ブラッディパレスを完全制覇すると、使用していたキャラクター毎に様々な特殊効果を持つスペシャル挑発が解禁される。
スーパーキャラ
シリーズでお馴染みのデビルトリガーゲージが最大値に固定されるモード。高難易度モードのDANTE MUST DIEをクリアすることで使用できるが、追加DLCの「スーパーキャラ」を購入すれば初めから使用可能になる。
なおオートマチックアシスト同様スーパーキャラを使用するとリザルトでペナルティがつく。
- ネロはデビルトリガー状態を無限に使用し続けられる他イクシードゲージが常に最大になり、カラーアップも自動的に行われる。
- ダンテは魔人化状態を無限に使用し続けられるうえ、ロイヤルガードゲージが自動的に蓄積される、バルログのイグニッションと魔剣ダンテのソードフォーメーションが時間経過で解除されない、キャバリエーレが常にオーバートップギア状態になるといった追加効果がある。ただしSDTゲージのみは対象外であり、ゲージは手動で貯める必要がある他、真魔人化も時間経過でSDTゲージの減少とともに解除される。
- Vは常時ナイトメアを召喚できるようになり、グリフォンとシャドウをオートで行動させてもDTゲージが減らない。
- バージルは集中ゲージが最大値でスタートする上、走ったり攻撃を空振りしてもゲージが減らなくなる。ただし最大値固定ではなく、ダメージを受けると集中ゲージが大幅に減少し、ワールドオブVを使うとゲージがゼロになる。またドッペルゲンガーでDTゲージを消費しないが円陣幻影剣、烈風幻影剣、強襲幻影剣、五月雨幻影剣ではDTゲージを消費し、ダンテ同様SDTゲージに変化はない。

レイトレーシング
次世代機に移行した『5SE』で実装された。水面や鏡などの光の反射をもダイナミックに表現し、環境光の反射が加わることで写実的な光と影の表現を実現している。グラフィックオプションから、オン/オフに加えて、オン選択時は、解像度優先とフレームレート優先が選択可能。ただし、ハイフレームレートモード、TURBOモード、及びレジェンダリーダークナイトモード実行時には、オブジェクト描画優先となるため、レイトレーシングは無効になる。
ハイフレームレートモード
『5SE』で実装。次世代機の性能によって、最大120fpsのハイスピード描画で楽しむことができる。
TURBOモード
『5SE』で追加。ゲームプレイのスピードを1.2倍速まで加速させ、スピーディーな戦闘が楽しめる。初出は『3SE』で『4SE』にも実装された。
レジェンダリーダークナイトモード
『5SE』で追加された新高難易度モード。大量に出現する悪魔を殲滅できる爽快感が味わえる。初出はPC版の『4』で後にCS機の『4SE』でも実装されているが、『5SE』のPC版は未発表である。

## ストーリー
4月30日、『DMC4』より数年の月日が流れ、“悪魔の右腕”を持つ青年ネロは大きな事件にも見舞われず故郷フォルトゥナで便利屋を営んでいた。恋人のキリエや相棒のニコと共に穏やかな日々を過ごしていたところ、満身創痍の謎の男ユリゼンの襲撃を受け、全身の魔力と右腕もろとも魔具の閻魔刀を奪われる。
5月3日、伝説のデビルハンターのダンテはフォルトゥナから離れた都市で何でも屋「Devil May Cry」を営んでいた。電気や水道の止まった事務所に、情報屋のモリソンが悪魔退治の大仕事を持ちかけてくる。依頼人である痩身の謎の男Vは、退屈していたダンテに「強大な悪魔の復活」を告げ、その悪魔の名を聞いたダンテは迷わずその依頼を引き受ける。
5月16日、地方都市レッドグレイブに突如出現していた、人々の生き血を啜り、強大な力を秘めた果実を実らせる魔界樹クリフォトのもとに、右腕を奪われたネロやユリゼンと因縁を持つダンテ、2人を事件にいざなったV、そしてダンテと旧知の仲であるレディとトリッシュがユリゼン討伐のためにレッドグレイブへ向かう。しかし歴戦のデビルハンターさえもその強大な力を前に一蹴され惨敗を喫し、ダンテがネロとVを逃すために身代わりとなる。レディとトリッシュも行方不明となった中、どうにか逃げ切ったネロは、共に生還したVに「一ヶ月の猶予の間、新たな力を身につけろ」という助言を受ける。ネロは「新たな力」を求めフォルトゥナへ、そしてVはレッドグレイブの人々を救うためにその場に残ることとなる。
6月15日、奪われた右腕の代わりに義手型の兵装を新たな力として身に着けたネロが、相棒ニコと共にレッドグレイブへと舞い戻る。再会したVとともにユリゼンの打倒を目指し、ネロはユリゼンを、Vはダンテの行方を追う。立ち塞がる悪魔たちを打ち破りつつ、Vが魔剣スパーダを発見し、彼の尽力によってダンテも復活。大悪魔ユリゼン討伐の役者が再び揃う。

## 登場キャラクター
担当声優は英語音声 / 日本語音声の順に記載。ゲーム内で自由に変更が可能。

### プレイアブルキャラクター
ネロ
声 - ジョニー・ヨング・ボッシュ / 石川界人
本作の主人公の一人。『4』から登場する新世代のデビルハンター。失った「デビルブリンガー」の代わりに対悪魔用義手型兵装「デビルブレイカー」を携えて戦いに赴く。
ダンテの甥であり、バージルの実の息子であるスパーダの血族。前作の『4』から数年の時を経て少年から青年へと成長している。髪型が短髪になり、青を基調とした服装になったことで父親に近い風貌になっている。
魔剣教団の教皇サンクトゥスの起こした事件の後、フォルトゥナを拠点に悪魔からの治安維持などを務める便利屋「Devil May Cry」を営む。元々の粗野な性格はなりを顰めて落ち着きを見せるようになったが、かつてのような若さゆえの向こう見ずさを覗かせることもある。父親同様力を求めているが、彼とは違い「勝つため」ではなく「守るため」であり決して力に溺れてはいない。叔父同様煙草が嫌い。
ゲーム本編の開始時より1ヶ月半ほど前、魔王ユリゼンの襲撃によって「デビルブリンガー」と閻魔刀を失う。その状態でユリゼンに挑むダンテの元へ救援に向かうが、強い恩義と尊敬を感じているダンテから「足手まとい」と突き放されたことでプライドを失う。閻魔刀とプライドを取り戻すことを目的にユリゼンに敗退した1ヶ月後、「デビルブレイカー」を携えてレッドグレイヴに再び降り立ち、Vと共に打倒ユリゼンを誓う。
物語終盤、ダンテからVとユリゼンの正体と思惑を知らされたことで強い葛藤に苛まれるものの、キリエの激励を受けてかつて家族であるクレドを助けられなかった後悔を振り切り「もう誰も死なせない」という決意を固めることで真の力（デビルトリガー）に覚醒する。その後ダンテとバージルの闘いに割って入り、新たに覚醒した力を使って実父バージルとの決闘に勝利し、兄弟の殺し合いを制止することに成功する。その後ダンテらに人間界を託され、バージルに預けられた詩集を手にニコと共にフォルトゥナへ帰還する。
前作『4』と同様に近距離攻撃武器のレッドクイーンと、遠距離攻撃武器のブルーローズという構成はそのままに、デビルブリンガーから「デビルブレイカー」に変化したことで右腕を扱う戦闘スタイルが大幅に変化しており、消費性で自由に切り替えのできないデビルブレイカーを壊れるまで使い、ストックしてある腕をその都度換装する。使用スキルや技名のほとんどはカジノで使用される用語から採用されている。最終盤でデビルトリガーを習得した後は背中から魔人形態時の翼を魔力で具現化させ、翼の鈎爪を用いてスナッチ、バスターを行えるようになる。また、右腕を取り戻した後も右腕を幽体化してデビルブレイカーを装着することが可能。デビルトリガーの能力は『4』の時のデビルブリンガーが拡張された能力が新たなボタンに割り振られ、デビルブレイカーと同時に扱うことができるようになる。魔人としての姿は一対の角を持つ、ダンテやバージルに比べて細身の人型で、他の二者と違い銀の長髪を備えているのが特徴。
EXコスチュームは前作のクレドに準じた配色で、魔剣教団の刺繍が施された白いコートになり、髪の色が茶色に変化する。魔人ネロの外見もアンジェロクレドに準じた配色に変化する。
ダンテ
声 - ルーベン・ラングダン / 森川智之
本作の主人公の一人。ネロの叔父にあたる。魔剣士スパーダの息子にして魔帝をはじめとした数多くの大悪魔を倒した伝説の男。
フォルトゥナから遠く離れた都会で何でも屋「Devil May Cry」を営み、数年前のフォルトゥナ事件でネロと知り合った後、彼に蒼い「Devil May Cry」のネオンサインを贈っている。どんな時でも余裕を失わないタフガイでネロが背中を追う偉大な男であるが、悪魔絡みの仕事をタダ同然に引き受けているうえ、私生活があまり勤勉でないせいか、事務所の水道や電話が止まっているなどかなりの自由人。
最強のデビルハンターであるがゆえにしばらく強敵と出会わず退屈していたところ、「V」の来訪で魔王ユリゼンの復活を知り、生まれ故郷であるレッドグレイブ市へ向かう。レディとトリッシュとともに魔王ユリゼンに立ち向かうものの圧倒的な力量差の前に敗北し、そのまま消息不明となる。
発見されるまでの1ヶ月間、幹の一部を玉座のような形状に変化させたクリフォトから魔力を供給され続けていたため昏睡状態のまま生き続けており、後に魔剣スパーダを探していたVによって奈落の底で発見される。これは公式アートワークスの183ページで、クリフォトが主である魔王ユリゼン（バージル）の血を分けた弟であるダンテをユリゼンと誤認したためであることが明かされている。さらにダンテ自身の発する魔力が近くの建造物に刺さっていた魔剣スパーダの膨大な魔力にかき消されていたため、1ヶ月の間悪魔にも発見されず、襲われることもなかった。
復活後はユリゼンに相対するためにリベリオンの能力を使ってリベリオンと魔剣スパーダの双方と融合し、自らの意志が宿った新たなる伝説の魔剣「ダンテ」を獲得する。これによって従来の魔人化の能力を越えた「真魔人」の能力に覚醒し、禁断の果実を食らい絶大な力を得て完全に人間性を捨てたユリゼンをも制する。その後ネロに親殺しの業を背負わせないために単身バージルとの決戦へと赴くが、その全力でのぶつかり合いがネロの乱入によって中断され、彼の拳の一喝によって決着を諦めると、ネロに人間界を託してバージルとともにクリフォトを切除すべく魔界へ赴く。その後1ヶ月以上に渡り魔界においてバージルとの「殺し合いではない喧嘩」を続けながら悪魔の掃討を行っている。
『4』と操作方法は変わらず、近距離攻撃武器・遠距離攻撃武器・スタイルアクションを適宜切り替えて使い分ける上級者向けの性能。『4』でのダークスレイヤーのような5種目のスタイルがない代わりに、物語終盤から「真魔人」化に関わるSDTゲージが追加される。「真魔人」状態では攻撃アクションが通常時や魔人化状態とは全く別のものに差し替わり、変身時間は短いものの圧倒的な破壊力を得る。
EXコスチュームは『DmC』のダンテに準じた配色となり、白いシャツの上に裏地が赤の黒いコートを着用し、髪の色が黒に変化する。魔人ダンテの配色も黒を基調とした物に変化する。また、ダンテを操作するミッション開始画面にてR1,R2,L1,L2ボタンを押し続けたままミッションを開始することで1か月前の髪が伸びる以前の容姿でプレイすることができ、ムービーにも反映される。
『5SE』のバージルモードではラスボスとして登場する。
V（ブイ）
声 - ブライアン・ハンフォード / 内山昂輝
本作の主人公のひとり。素性が一切不明の魔王ユリゼンを追う悪魔使い。
痩せた身体の全体に入れ墨を刻んだ黒髪の青年。片手には杖、もう片手には古ぼけたウィリアム・ブレイクの詩集を携えており、事あるごとにブレイクの詩を引用してみせる癖を持つ。物語の発端となる魔王ユリゼンの討伐をダンテに依頼した。「保険」としてフォルトゥナにいるネロに協力を要請したのもこの人物。ダンテやネロと違い身体能力は低く、すぐに息切れしたり咳き込んだりするなどかなり貧弱。使役している悪魔は入れ墨のような形で体と髪の毛に憑依しており、頭髪に憑依させているナイトメアを解放すると銀髪になる。
かつては傲慢なまでの自信と過剰なプライドを持っていたが、自分の現状を的確に判断できる冷静な男。口数は少ないものの常に不敵な態度を崩さず、お気に入りの詩集から一節を引して相手を挑発することが多い。この姿を使い魔の一体であるグリフォンからは「詩人ちゃん」と嘲笑われている。しかし物事が上手く運ばなかったり自分の過去を思わせる存在と直面したりすると激昂する一面も見せる。一部の挑発モーションではバイオリン奏者やオーケストラの指揮者に扮したり、タップダンスを披露したりするなど愛嬌のある一面を見せることもある。Vや使い魔の使用するスキルや技名はチェスの用語から採用されている。
その正体はネロから腕を奪った魔王ユリゼンの半身であり、ネロから奪った閻魔刀によって切り離された滅びゆく「人間」としての肉体と魂。即ちバージルの「人」の部分。僅かな力しか残っていないため、物語終盤の時点ではその身体は既に崩壊直前の状態にあり、その有り様を「すべてを失った男の脱け殻」と自嘲している。小説版ではレッドグレイブの市民を無駄だと判りながらも決死の覚悟で救助し続けるなど正しき「魂」の持ち主であることが描かれており、自分が今まで捨ててきた人間性がどれほど尊いものかを再認し、強い後悔を胸に抱いている。しかしそれ以前に自身が纏う黒いコートやダンテへの依頼金を使い魔を用いて一般人に大怪我を負わせるほどの強盗並みの方法でかき集めたと思しき描写やそれに対し平然としている様子等目的のために手段を問わない面も垣間見え、胸の奥には半身のユリゼンと相通ずる“力”への執着が燃えている。最終的にユリゼンがダンテに下された後も滅びることを良しとせず自身の半身と融合し、本来の姿であるバージルとして現世に舞い戻る。
完全新規の操作キャラクターであり、近接攻撃を担当する豹型の悪魔「シャドウ」、遠距離攻撃を担当する鳥型の悪魔「グリフォン」、デビルトリガー時に出現する巨大な悪魔「ナイトメア」に戦闘を行わせる後方支援型のキャラクター。使い魔たちは悪魔を倒すことができず、「リザイン」と呼ばれる一時的な仮死状態に追い込むまでを担当し、V自身も悪魔の使役以外にはリザイン状態の悪魔にとどめを刺すことしかできない。シャドウとグリフォンには固有の体力ゲージが設定されており、体力ゲージが0になると一時的に操作不能になる「ステイルメイト」と呼ばれる待機状態に陥る。ただしV自身は虚弱体質のため攻撃で受けるダメージが他の主人公よりも高く、ダッシュや空中ジャンプ・回避行動の派生アクションにも使い魔の力を借りるため、彼らがやられてしまうと機動力も大幅に減退してしまう。使い魔たちはVの近くにいると体力が回復し、ステイルメイトからの復帰も早くなる。またVは戦闘中に詩集を読むことでデビルトリガーゲージを回復することが可能。これは敵が近いほど回復速度が上がっていく。
EXコスチュームはバージルのコートと同じ刺繍が施された緑色のコートに変化する。シリーズの操作キャラクターの中で緑色が使用されるのは今回が初めてとなる。
バージルモードでは固有アクションのワールドオブVにてバージルが閻魔刀を自身に貫いた時に出現し、3体の魔獣を従えて強大な力を周辺に解き放つ。

### 重要キャラクター
ニコレッタ・ゴールドスタイン
声 - フェイ・キングスリー / Lynn
今作『5』のヒロイン。通称ニコ。「兵器アーティスト」を自称する科学者およびガンスミスであり、父親の研究成果を求めて訪れたフォルトゥナでネロと知り合い、相棒となる。
非常にお喋りでネロ以上の皮肉屋。生真面目な部分も併せ持つネロとは口喧嘩が耐えないが、有事の際には息の合った姿を見せる。レッドグレイブには「Devil May Cry」のネオンサインを装備した移動式事務所であるバンを駆って参戦しており、デビルブレイカーの補充などの移動ショップを担当する。内部には小型の時空神像も置かれている。
前作に登場したマッドサイエンティスト、アグナスの娘であると同時に伝説のガンスミス、ニール・ゴールドスタインの孫(ニールの実子ロックの異母兄妹アリッサがアグナスと結婚して生まれた娘である為ニールとの血縁関係はない)。ニールを強く信奉しており、彼女の遺作を使いこなすダンテに対してミーハーな憧れを抱いている。
EXコスチュームでは眼鏡を外し、金髪で緑色を基調とした服装に変化する。
レディ
声 - ケイト・デイヴィス / 折笠富美子
『3』のヒロイン。重火器を使う女性デビルハンターで、かつてダンテが最初にバージルと戦った際にダンテと知り合った。序盤でユリゼンに囚われアルテミスの動力源にされてしまうもネロによって救出される。
かつて自身の父親と敵対し殺害した過去を持つことから、自身の出生を知り動揺したまま飛び出そうとするネロを引き留めようとする。
前日譚小説『Before the Nightmare』にてモリソンからの依頼を引き受ける際の描写が描かれており、普段は定住せず各地の宿を転々とする生活を送っている事が明かされた。またニコやその父親であるロックの顧客の一人であり、ダンテはレディを通してロックと知り合うこととなった。
EXコスチュームではサングラスをかけ、金髪で黒を基調とした服装に変化する。
トリッシュ
声 - ウェンディー・リー / 田中敦子
『1』のヒロイン。ダンテの母であるエヴァとよく似た金髪の女性悪魔で、稲妻を操る能力を持っている。かつてはバージル（ネロ・アンジェロ）と共にムンドゥスの配下であった。序盤でレディと共にユリゼンと戦うも囚われ、キャバリエーレアンジェロの素体にされてしまう。その後はダンテによって救出される。その後自分の選択が正しかったのか迷うVに厳しくも冷静に「自分自身で考えるべき」と諭す。
『4』でダンテと共にフォルトゥナに潜入していたことがあり、彼と同様にネロがバージルの息子であることには薄々気づいていた模様。
漫画版『Visions of V』ではモリソンからの依頼を引き受ける際の描写が描かれている。
EXコスチュームでは全身の肌が色黒になり、髪と服装が銀色を基調とした『4』のグロリアに似た配色に変化する。
キリエ
声 - ステファニー・シェー / 早見沙織
前作『4』のヒロイン。ネロの幼馴染でありかけがえのない家族にして恋人。本作では事件とはかかわらずにフォルトゥナに残り、ネロの帰りを待っている。ボイスのみの登場で主に電話口でネロと会話をする。
前作の事件後はネロの恋人として彼を支えながら孤児院を経営して身寄りのない子供たちの世話をしている。慈愛に満ちた振る舞いは健在で、その良妻賢母ぶりにはネロも頭が上がらず、ニコもまっさきに懐くほどでネロが図らずもレディの裸体を見ることになった時にはその場に居ないキリエの機嫌を気にしていた。
J・D・モリソン
声 - ジョーイ・カメン / 大塚明夫
テレビアニメ版で初登場した情報屋。スマートな装いの紳士。ダンテが「トニー・レッドグレイブ」を名乗っていた時からの昔なじみで、酒場「ボビーの穴蔵」の常連客でもあった。悪魔絡みの情報も取り扱っているため、ダンテの得意客である。
容姿がアニメ版と異なり、スキンヘッドの黒人になっている。Vの依頼を仲介し、ダンテを彼に引き合わせた。本作ではゲームとはかかわらない場所で移動用のヘリコプターを手配したり、ダンテ不在の間の事務所の管理を任されるなど縁の下の力持ちとしてダンテをサポートしている。
グリフォン/シャドウ/ナイトメア
声 - ブラッド・ヴェナブル（グリフォン、ナイトメア） / 志村知幸（グリフォン）
Vが使役している三体の使い魔。鳥のグリフォン、豹のシャドウ、巨人のナイトメア。虚弱であるVを守護しているが「相手を苦しめることはできても殺すことはできない」という特異な性質を持つ悪魔たち。
唯一人語を喋ることのできるグリフォンが寡黙なVに変わって周囲を賑やかにしており、Vとの関係性も主従というよりは対等な相棒に近いものがある。言葉を持たないシャドウの意思はグリフォンが通訳し、Vもグリフォンを経由してシャドウと会話する。ただし皮肉屋な性格であることや、お喋りが過ぎて周囲の反感を買うこともある。
その正体は閻魔刀によってバージルから切り離された悪夢、すなわちネロ・アンジェロだった頃の「忌まわしき隷属の記憶」が具現化した存在である。バージルが新たに顕現した後はVの制御を離れ、かつて敗れたダンテへの報復を求めて戦いを挑むが中核のナイトメアが倒されたことで消滅する。別れ際にグリフォンはダンテに対し、バージルのために悪夢である自分たちが消えるように願っていたことを仄めかし、「楽しかった」と礼を言い合った。
『1』のシャドウのように攻撃を喰らい続けると弱点となるコアが露出し行動不能となる「ステイルメイト」状態になる。
グリフォンは『1』の頃とは違って明るい性格となっており、ニーズヘッグやマルファスを知っているなど知識が豊富だが同じく魔帝の配下だったノーバディのことは知らなかった。
コミカライズ版の外伝「Vision of V」では同じくムンドゥスの配下だった大蜘蛛型の悪魔ファントムもバージルの記憶として再現されていたが、Vへの隷従を良しとせずに交戦し、Vとグリフォン、そして仲間になることを決めたシャドウとの連携の前に消滅している。ナイトメアは『1』に登場したものと同じ姿で登場し「体の一部を槍に変形させる」「相手を体内に取り込み、悪夢の世界へ閉じ込める」など戦闘方法も同一のものとなっている。
パティ・ローエル
声 - ハビランド・スティルウェル / 嶋村侑
テレビアニメ版のヒロイン。電話越しにボイスだけ登場するゲストキャラクター。悪魔を従えていた古の錬金術師の末裔とされる少女。
今作で18歳の誕生日を迎えバースデイパーティーにダンテを招待しようとしたが、当のダンテは乗り気ではなかったらしくVの依頼を口実に欠席を決め込んだ。ハイスクールでは一番の人気者で男子生徒たちから告白されているが全て断っているとのこと。
バージル
声 - ダン・サウスワース / 平田広明
本作のストーリーの発端にして終局に位置する男。
ダンテの双子の兄にしてネロの父親であるスパーダの血族。『3』でダンテ等と対立、『1』で魔帝に黒騎士の素体として利用され、悪魔ネロ・アンジェロとして闘いダンテに敗れて死んだかに思われていた。ダンテに強いライバル心を抱いている。
本作では今まで深く描かれていなかった「人間」としての心理が描写されており、エヴァが自分を見捨ててダンテを優先したと思い込んだことで愛されることや誰かに守られることへの渇望を抱いていたということをVがネロに明かしている。また、バージルという人間を象徴する力への飽くなき渇望が「ダンテに勝ちたい」という切実な願いに起因するものであるとも語られている。以前のような冷徹な雰囲気は無くなり、落ち着いた物腰を見せるようになって表情も豊かになった。幼い頃から詩を好むような聡明な少年だったが、同時に負けず嫌いゆえダンテとは数えきれないほど衝突しており、物の奪い合いなどは日常茶飯事だった。幼少期は自宅の近所にある小さな公園を遊び場としており、ムンドゥスの刺客による襲撃の際にもこの公園にいたためエヴァやダンテに再会できなかったことがmission7終了時に流れるムービー内でのVの発言より示唆されている。
その正体はネロから閻魔刀を奪った「魔王ユリゼン」。詳しい経緯は描写されていないが、『1』以後黒騎士の鎧から解放され瀕死の状態ながら何とか生き永らえており、ダンテに勝つためにネロの右腕を奪取し閻魔刀によって自らの「人と魔」を分かった。それ以降は悪魔である「ユリゼン」と人間である「V」の、バージルのふたつの半身が同時に存在するようになる。「V」の思惑によって再び半人半魔に統合された後はダンテとの決着を望むが、家族を守る事を選んだネロに制止されて決闘の後に敗北し、ネロの意思を受け入れる。その後はネロに後事と宝物の詩集、そして後日の決着を託してクリフォト切除のためにダンテと共に魔界へ赴く。エンディングのワンシーンにおいてその後一ヶ月以上魔界に留まり、ネロの願い通り「殺し合い」をせずに純粋にダンテと力比べを続けながら二人に向かってくる悪魔を狩り続ける様子が描かれている。
ダンテ同様「真魔人」に変身する能力を手に入れており、ギャラリー内でのニコの考察によればこれはユリゼンとして蓄えた莫大な魔力とバージル自身の心境の変化により自身に眠る悪魔の力を完全に己の物としたためであるとされる。着用しているコートは従来シリーズと同じデザインだが年月の経過によって袖や裾がボロボロになっており、色もトレードマークであった青ではなく漆黒となっている。
EXコスチュームでは全盛期のバージルが着用していた青いコートに変化する。
『5SE』ではプレイアブルキャラクターとして使用可能になる。『5』では追加DLCとして販売された。『4SE』と同じくコンセントレイションゲージが一定以上なら大技が出せるようになる。ダンテと同様の魔人化は真魔人化として実装されているほか、通常のデビルトリガーとして『DmC』のドッペルゲンガーの召喚を行うことも出来る。
エヴァ (Eva)
声 - ウェンディー・リー / 田中敦子
ダンテとバージルの母親。純粋な人間の女性。二人がまだ幼い頃ムンドゥスの部下によって殺害されている。今作ではダンテの回想で登場する。シリーズ初登場でこれまでは写真での登場しか無かった。
ダンテをクローゼットに隠して名を変えて生きるように諭した後、バージルを探しに向かい帰らぬ人となった。その際にバージルを見つけることができず、その事実が彼のその後に暗い影を落としてしまうこととなる。トリッシュ同様、怒らせると恐い母親であったらしい。

### 小説版のみ登場
ルシア
『2』の主人公の1人であり、ヒロイン。同作の舞台であったデュマーリ島の護り手である女性戦士。かつて島に封印されていた覇王アルゴサクスの配下であった大悪魔バルログの出現を受け、十数年振りにダンテに協力を依頼する。純粋な人間ではないため、現在も容姿は変化していない。
『2』の一件でダンテに思慕の念を抱き、同作終盤で魔界に突入しそのまま音信不通となったダンテの身を案じ島とダンテの事務所を頻繁に往復していたことがマティエによって語られた。『2』の隠しエンディングにて魔界からバイクで帰還してきたダンテとようやく事務所で再会したのも束の間、直後に舞い込んできた「合言葉アリ」の仕事にそのまま向かってしまったダンテに憤慨し、以降は島に戻って護り手としての役目に専念していた。そのためダンテとの再会時にはやや辛辣な態度をとっていた。
ダンテとの共闘の末にバルログとの闘いの決着を見届け、長年抱いていたダンテへの想いにも終止符を打つ。
マティエ
『2』に登場したデュマーリ島の護り手の一人で、ルシアを義理の娘として育てた老婆。十数年振りに島を訪れたダンテを出迎える。
こちらも容姿に大きな変化がなく、ダンテには年齢を気にされている。また、いつもは軽口ばかりのダンテもマティエの前では彼女の持つ独特な雰囲気に圧され「無口になってしまう」と胸の内で語っている。
バルログ
声 - マイケル・シュワルベ
デュマーリ島に十数年振りに出現した炎を纏った大悪魔。かつては覇王アルゴサクスの片腕であり、『4』でダンテに敗れたベリアルに代わって炎獄の覇者となり、アルゴサクス亡き後は魔界の大半を手中に収めていた。右腕には閻魔刀の破片を埋め込んでおり、強大な力を得ている。
強い者と闘うことを至上の喜びとする戦闘狂で、悪魔を憎むルシアがある種の高潔さを感じてしまうほどの武人気質の持ち主。その力はかつての炎獄の覇者であるベリアルを凌ぎ、ケルベロス族を犬コロ呼ばわりするほどである。ダンテとの戦いでは力の源である閻魔刀の破片をダンテが持ち込んでいたケルベロスを引き換えにして破壊される。その際に相手がスパーダの血族であることを悟ったバルログは戦意を喪失し、自身の敗北を認めたがダンテを仕手とすることでより多くの強者と闘うことを望み、自ら魔具となった。また、自らが力をつけ成長した暁には改めてダンテと再戦する事を望んでいる。
ゲーム本編では初期装備の魔具として登場する。「イグニッション」発動など一部の動作の際にはバルログ自身が声を発する。魔具に関しては「武器」の項目を参照。
アリウス
マティエの回想で名前が登場。巨大複合企業ウロボロス社のCEOで現代の魔導士でもある男。『2』の事件における黒幕で覇王アルゴサクスを復活させ、その力で万物の王になろうと目論むがダンテとルシアに倒された。
アルゴサクス
マティエの回想で名前が登場した魔界の「覇王」。魔帝ムンドゥスと同等の力を持ち、魔界を二分する争いを繰り広げていた。『2』でアリウスの手によって復活するも既にムンドゥスの力を凌駕していたダンテの敵ではなく、討ち滅ぼされた。
ロック･ゴールドスタイン
ニコの養父にして、ニール・ゴールドスタインの実の息子。『1』の小説版でニールが大事にしていた写真に映っていた少年と同一人物。
かつて『2』に登場したウロボロス社に勤務していたが、現在はとある都市でガンショップを開いている。ガンスミスとしての実力は「悪くない」レベルであり、ニールの伝説的な腕前には及ばない。幼い頃から母親を強く尊敬しており、自身の好奇心によって母が離婚して自分から離れていったことに強い後悔を抱いていた。今なおニールを「マミィ」と呼びかける悪癖があり、本人もそれを気にしている。
異母妹であるアリッサやその夫のアグナスと一時期生活をともにしていたこともあり、父親の失踪と母親の早逝に見舞われたニコを今に至るまで養育してきた。また顧客の一人にレディがおり、彼女を通して存在を知ったダンテにより、本編前にエボニー&アイボリーの整備を任されていたことも描写されている。
アリッサ
『4』に登場したアグナスの妻で、ニコの実の母。ロックの父親のロイ・マーティンの再婚相手との間に生まれ、彼とは腹違いの兄妹の関係になる。父親と再婚相手が事業に失敗して破産した末に亡くなった際にロックに引き取られる。家計の苦しさを少しでも補うためにウロボロス社の事務職に就いて同社の研究員だったアグナスと社内恋愛を切っ掛けに結ばれる。2人の間には娘のニコが生まれ、平穏な生活を送っていたが、教皇サンクトゥスの命でフォルトゥナに戻るアグナスの後を追おうとするも、根治不能な病に冒された身ではそれも叶わず、命を落とした。
グルー
小説版『1』に登場した「落ち穂拾い」というあだ名をもつ熟練の便利屋でジェシカ、ティキ、ネスティの父親。小説版『1』の時点で故人。便利屋の中では誰よりも高いプロ意識と実力を有しており、モリソンも彼を一人の男として尊敬していた。トニー・レッドグレイブを名乗っていた頃のダンテの相棒であり、一見正反対な性格に見えるがとても息の合うコンビだった。病に冒されたジェシカの治療費を捻出するために殺しの仕事に手を染めるがギルバに殺害される。表向きには麻薬利権を巡る抗争に巻き込まれて死んだことになっている。
ジェシカ
小説版『1』に登場したグルーの娘でティキとネスティの姉。同小説内の終盤で原因不明の病で病院に入院するが、実際は悪魔の毒牙にかかり、寄生した人間の苦しみや絶望を糧に成長する悪魔の樹と同化させられ、最後はダンテの手で生涯を閉じた。
ティキ
小説版『1』に登場したグルーの娘。グルーが死亡して姉のジェシカが失踪した後はネスティとともに孤児院に入り、モリソンとサリーやダンテの援助を受けていた。十数年後の現在ではネスティと共にかつてのボビーの穴倉を再現した酒場「グルーの穴倉」を開店し、旧知の仲のモリソンとサリーと再会した。『Visions of V』でも描かれた同じ場面にもわずかに登場。
ネスティ
小説版『1』に登場したグルーの娘でジェシカとティキの妹。現在はティキとともに「グルーの穴倉」を開店した。父を亡くした自分たちにダンテが何度も金を振り込んでくれたことを語っており、今でもダンテへの恩義は忘れていない。『Visions of V』にもわずかに登場。
サリー
かつて「ボビーの穴倉」の常連だった便利屋で「一文無しのサリー」と呼ばれていた。一文無しとはやたら前金ばかり求めていたために付いたあだ名である。モリソンとは旧友で、彼と共に父を亡くしたティキとネスティの面倒を見てきた。トニー（ダンテ）と関わったせいでグルーを初めとした便利屋たちが死んだと思っており、今でもトニーを毛嫌いしているが、一方で「トニーとグルーのコンビは最高にイカしていた」とも言っているため、実力は認めていた。『Visions of V』にもわずかに登場。
サリー以外にも便利屋の生き残りが存在しており、「鉄腕」ディエゴと「猟犬」ブラッドがいる。
マクレーン
アニメ版ドラマCD2巻に登場した刑事。名前のみ登場。ダンテとはBAR「ムーンライト」の事件からの顔なじみで現在でも交流がある模様。
フレディ
アニメ版に登場した自身と同じ名のカフェ「Freddie」のマスター。名前のみ登場。ダンテの行きつけの店で彼の作るストロベリーサンデーはダンテにとって思い入れがあるほど気に入られている。
ギルバ
小説版『1』に登場したダンテに匹敵する実力の便利屋。『Before the Nightmare』では彼の生誕の詳細が描かれている。体中に包帯を巻いてスーツを着こなした紳士然とした男だが、慇懃無礼で不遜な性格の持ち主。閻魔刀に似た日本刀を携えている。殺人を平然と行う冷酷な仕事ぶりでダンテのやり方を生温いと思っていた便利屋たちの支持を集め、「ボビーの穴倉」でダンテとツートップを争った。その正体はムンドゥスがダンテを抹殺するために送り込んだ刺客であり、ストーリー終盤でグルーやニールを殺害し、ボビーの穴倉の便利屋たちを悪魔の生贄に捧げるなどダンテと親交のある人間を悉く手にかけた。復讐に燃えるダンテとの戦いでは剣技においては互角だったが、魔界製の鎧でダンテの斬撃を無効化し、ニールの店で購入した熊撃ち用の改造ショットガンを使ってダンテを追い詰めるが油断した隙を突かれ、エボニー&アイボリーで鎧を破壊されて敗北。その直後に包帯の下の素顔がダンテと酷似していた事や自分と同じアミュレットを持っていたことに驚愕したダンテの問いに応えることもなく、自身がバージルであることを仄めかしつつ呪詛を吐きながら闇の中へと消えていった。
元々ギルバの正体はバージルその人だったが後の『3』にバージルが登場したことで設定に矛盾が生じたため、『5』の制作発表に伴うシリーズの設定整理によって「ギルバの正体はムンドゥスがスパーダの一族を倒すためにマキャヴェリに作らせた生きた鎧である黒騎士の試作体」ということになった。なお「ギルバ (GILVER)」という名前はバージル (VERGIL) のアナグラムである。
ジェフリー・ターナー
主にオカルト話や都市伝説を扱う、創刊30年の歴史をもつ「フォークロア・タイムズ」の記者。5年前の「魔剣教団事件」を現地で取材しており、彼の書いた記事を知ったニコがジェフリーと接触し、ネロと出会う切っ掛けになった。
なお、フォークロア・タイムズはボビーの穴倉で起きた凄惨な事件に「フェローム通りのサバト」というあだ名を付けていた。
フリオ
ネロがキリエとともに面倒を見ている孤児の一人。突拍子もない嘘で大人たちを慌てさせているイタズラ好きな少年。物怖じしない性格で初対面のニコを指差して「この女」と呼んでニコからは「失礼なクソガキ」と言われている。

## 武器
| 名前                                           | 能力 |
| 近接武器                                       | 近接武器 |
| ---------------------------------------------- | --- |
| レッドクイーン (Red Queen)                     | 魔剣教団技術局が開発した背にジェット推進器のついた大剣を、ネロが独自にカスタマイズし莫大な火力を持たせたもの。柄の部分がアクセル状になっていて、捻ると噴射口から推進剤を放出する。『4』から引き続き、攻撃時に特定のタイミングでボタンを押すことでEXアクト、MAXアクトを発動してイクシードゲージを瞬時に充填することが可能だが、EXアクトに失敗時もイクシードゲージが少し上がるタイミングが設けられ、MAXアクトの判定も緩和されている。使用可能な技は前作と同一だが、新たに二つの技が追加されている。 前日譚『Befor the Nightmare』では、前作以後に再び故障して使用不能に陥っている。魔剣教団技術局が開発した物であるため内部構造がブラックボックス化しており、ネロは修理することができずに途方に暮れていたところを、初対面のニコによって修理される。その為か本編中のレッドクィーンは外観がやや新しくなっており、噴射口が6つに増加している。この出来事が二人が打ち解けるきっかけとなった。 |
| 遠距離武器                                     | |
| ブルーローズ (Blue Rose)                       | 既存の銃をネロが改造した六連装の大口径リボルバー。一度に2発の弾を放ち威力もやや高いが、連射性能はエボニー&アイボリーに比べて低い。 新たなアクションとして「カラーアップ」が追加。ボタン長押しでカラーアップゲージが充填され、次の射撃3回が五段ヒットし、遠距離でも威力が下がらない「ハイショット」になる。 前作のチャージショットも最終盤に習得可能。 |
| 固有アクション                                 | |
| デビルブレイカー (Devil Breaker)               | 機械仕掛けの義手。ニコが作った対悪魔用の義手型兵装であり、悪魔を粉砕するのに十分な力を持ちつつ、複数種の換装によって多彩なアクションが可能。共通アクションとして前作までの「スナッチ」に相当する「ワイヤースナッチ」が搭載されている。 他の武器とは違い消耗品になっており、さらに任意での付け替えは基本的に不可能で、ミッション中に持てる数は限られている。 腕を爆破して緊急回避する「ブレイクアウェイ」や、ボタンを溜め押しして発動する必殺技「ブレイクエイジ」を使用する、使用動作中に攻撃され「スケープゴート」が発動するなどで装着している義手は破壊されてしまうが、次にストックしている腕が即座に装着される。ストックの順番もミッション中は固定であり、カスタマイズ画面でのみ付け替えが可能。ステージに落ちているものを拾うと、ストックの先頭に追加されその場で入れ替える。 なお、義手をすべて失ってもワイヤースナッチは可能。また、ニコの才知によって、大悪魔を討伐するたびにその一部を素材として新たな義手が開発・量産されていき、ネロの本来の右腕や魔具と比べて劣る部分を補っている。 |
| Overture （オーバーチュア）                    | 初期装備。「序曲」の名を与えられたニコのデビルブレイカー第1号。フォルトゥナに出現する悪魔「ブリッツ」から考案された能力を持つ。 基本アクション「バッテリー」は前方に強力な電撃を放つ攻撃で、敵の高さに応じて性質が少し変わるが、後隙が大きく連続使用すると威力が落ちる。 ブレイクエイジは相手に義手を直接叩きつけ、時間経過または射撃で爆発させる「エクスプローダー」で、発動のためのボタン長押し時間が短い。 |
| Gerbera （ガーベラ）                           | 初期装備。ガーベラの花弁をイメージして造られた、複合式反射炉搭載のデビルブレイカー。 衝撃波を放つ通常アクション「ジョッキー」はその反動を利用して瞬時に移動し、高い機動力を発揮するが真正面に対し敵や一部の攻撃を跳ね返すことも可能。 ブレイクエイジは地上だと収束高出力レーザー「ステイメンレイ」、空中だとナイトメアβ・γの様な拡散反射レーザー「ペタルレイ」を発射する。 DLC専用として、真正面ではなく真上や真下に衝撃波を放つ機動力重視型のガーベラGP01も存在する。 |
| Punch Line （パンチライン）                    | ゴリアテの欠片から造られ、推進剤を搭載した腕を射出するロケットパンチ機能を搭載したデビルブレイカー。 基本アクション「ジェットガジェット」で飛ばした腕がヒットすると、ヒットした敵に取り付いてひたすら殴り続ける。 追加入力により「ジェットガジェット」で飛ばした腕を呼び戻し、さらにネロ自身が飛び乗ってスノーボードのような挙動で空中を駆け巡ることができるが、多大な負荷がかかるため長時間乗り続けていると破壊されてしまう。 ブレイクエイジは推進剤をすべて使用し渾身のアッパーカットで敵を上空へと吹き飛ばす「ブーストナックル」。 |
| Helter Skelter （ヘルタースケルター）          | 掘削能力に特化したデビルブレイカー。らせん状の金属刃で対象を貫く。 通常近接武器に近い3段コンボ制であり、後半ほど力が増大する「ドリルリグ」は、一部の敵のガード・バリアを容易に打ち崩す特性を持つ。ブレイクエイジは螺旋のエネルギーを纏って急加速突進する「ドリルマスター」で、必要な長押し時間が短い。 |
| Buster Arm （バスターアーム）                  | かつてのネロの「デビルブリンガー」を目標として作られたデビルブレイカー。 前作に存在した基本技「バスター」を模した「ネオバスター」が使用でき、ブレイクエイジでは魔人化中のバスターを中断されることなく発動する「スーパーバスター」となる。 ボスに対しては特定の条件が必要な分桁違いの威力を発揮し、その攻撃力はデビルブリンガーのおよそ2 - 10倍以上を誇る。しかし耐久性は低くデビルブレイカーの中では最も高額のレッドオーブを要求される。 |
| Tomboy （トムボーイ）                          | 「じゃじゃ馬」の名を持つデビルブレイカー。レッドクイーン・ブルーローズと接続し、ネロをもってしても制御が困難になるほどに強化暴走させる。 通常アクションの「ワンナイトスタンド」、ブレイクエイジの「ランデブー」ともに発動すると一定時間ロックオンができなくなるが、2つの専用技および手動照準での銃撃を行うEXショットが使可能になる。 さらに「ランデブー」状態では、効果が終了して義手が壊れるまでの間、途中で攻撃されてもデビルブレイカーが壊されなくなる。 |
| Ragtime （ラグタイム）                         | 時間を操る魔界の駿馬・エルダーゲリュオンのエレメントから造られたデビルブレイカー。 基本アクション「スロースフィア」により、射出した弾丸が当たった周囲の時間の流れを遅滞させ、通常敵やトラップからの攻撃回避及びコンボの追撃を容易とする。ブレイクエイジ「スローワールド」では広範囲すべての時間の流れを緩やかにすることができ、ボスとの戦いにおいても半分程度の効果を発揮する。 かなり繊細な構造のため量産が難しいらしく、必要なレッドオーブの量は多い。 |
| Rawhide （ローハイド）                         | 衝撃鋼ギルガメスを鎖鞭として組み込んだデビルブレイカー。 周囲の広範囲にいる敵を引き寄せつつ切り刻む「サイドワインダー」と、敵を掴んで振り回し、広範囲を巻き込むブレイクエイジ「ループザループ」を使用する。 「サイドワインダー」は通常近接武器と同様のコンボ制になっており、ボタンを押すタイミングによって2通りに分岐する。 さらに、装備しているだけでワイヤースナッチとワイヤーバウンドの能力が強化され、攻撃力の付与及び、スナッチが不可能な敵を一定条件下で引き寄せることが可能になる。 |
| Mega Buster （ロックバスター） DLC専用         | 『ロックマン11 運命の歯車!!』 とのコラボ武器。 基本アクション「ロックショット」は移動しながら使える上に連射性が高い遠距離攻撃だが、ロックオンしての射撃ができないためある程度は自力で狙いをつける必要がある。しばらく使わないでいると自動的にエネルギーがチャージされて強力なチャージショットになる。ブレイクエイジは更に強力な貫通ショットを放つ「ロックチャージショット」。また装着中はジャンプモーションやスタート時の演出などがロックマンと同じものになり、サイドロールがスライディンクになるなど、ネロの一部アクションの演出が変化する。 |
| Pasta Breaker （パスタブレイカー） DLC専用     | フォークや調味料容器などが付いたデビルブレイカー。 通常アクション「パスタジェット」はパンチライン、ブレイクエイジ「パスタミックス」はオーバーチュアのコンバーチブルで攻撃力は低めだが、「パスタジェット」を使うたびにストックされているデビルブレイカーの順番を入れ替える独自の特性を持っている。 |
| Sweet Surrender （スイートサレンダー） DLC専用 | キリエをマッサージするために作られたデビルブレイカー。 通常アクション「ブリーフリリーフ」では機能のオンオフを切り替え、「敵が一定範囲内に居る場合のみ」徐々に体力を回復し、有効中に攻撃を受けると壊れる。ブレイクエイジ「スイートリリース」では瞬時に体力を回復することが可能。 実質的に従来の「バイタルスター」に相当するアイテムだが、バスターアームと同様に最も高価となっている。 |
| モンキービジネス DLC専用                       | アマゾン限定特典のデビルブレイカー。アクションはヘルタースケルターと同じで、外見がバナナを模している。 |
| 魔人化 (Devil Trigger)                         | ゲーム最終盤に到達して以降、DTゲージが3以上ある時に使用可能。一時的にネロの攻撃力を上昇させ、さらに効果中はデビルブリンガーのアクションを強化し徐々に体力を回復させる。 ダンテと違い、発動時に周囲の敵を打ち上げる。前作には無かったスーパーアーマー効果が付き、ある程度であれば攻撃を受けてものけぞらなくなるが、魔力の消費速度が早く、魔人ダンテと比較して耐久力、持続力に劣り、攻撃能力に傾倒した性能と言える。前作同様、近接攻撃中は背中の翼の鈎爪による追加攻撃「ブリンガークロ―」が発生し、射撃中は幻影刀を相手に向けて飛ばす。専用技である「マキシマムベット」「ショウダウン」も続投。なお、すでに閻魔刀を手放しているため、ショウダウン中は魔力で生成した幻影の刀を用いる。 |
| デビルブリンガー (Devil Bringer)               | ゲーム最終盤に到達して以降に使用可能。威力が高い単体攻撃「バスター」と、相手を掴んでどちらかを引き寄せる「スナッチ」「ヘルバウンド」など前作のアクションの全てが継続している。 新アクションとして、レッドクィーン、ブルーローズ、デビルブレイカーの攻撃中に特定のタイミングで追加攻撃を行い、ダメージを与えつつ敵をその場に留める「ブリンガーナックル」が追加されている。これは一部スキルやバスター、ブレイクエイジの溜めモーション、被ダメージ時の硬直中にも使用できるため、追い討ちやこちらの隙のカバーなどに活用できる。魔人化時は両腕を用いた「ダブルブリンガーナックル」に強化される。 デビルブレイカーとの併用も含め無制限に使える分、バスターはデビルブレイカーによるものよりも威力が低い。魔人化中はバスターの演出が「スーパーバスター」と同じものに変化する「デビルバスター」となる。魔人化するだけで切り替えられるため汎用性においてはバスターアームに勝るが、威力では劣る。また、魔人化していてもバスターアーム側の演出が変化することはない。                                      |

| 名前                                     | 能力 |
| 近接武器                                 | 近接武器 |
| ---------------------------------------- | --- |
| リベリオン (Rebellion)                   | 「反逆」を意味する銘を持つ両刃の長剣。ダンテの父スパーダの形見。 『3』『4』のものとほぼ同性能だが一部の技やコマンドが変更されており、さらに髑髏の眼窩から角が生えているなど見た目もややアレンジされ、『2』のデザインに近い外観となった。口を閉じた髑髏は人間を、口を開けた髑髏は悪魔を表している:156頁。 魔人化すると、突進して突きを放つ「スティンガー」がDTゲージを消費するようになる代わりに威力と突進・貫通力が大幅に強化される。 今作においてスパーダが自身の魔力から生み出した三本の魔剣の一つで『復讐』の銘 を冠する魔剣であり、「人と魔を融合する」という閻魔刀とは反対の能力を持つことが判明した。序盤でユリゼンに刀身を破壊されてしまうが、残った欠片と魔剣スパーダがダンテと融合し、魔剣ダンテに進化した。 |
| 魔剣スパーダ (Devil Sword Sparda)        | ダンテの父スパーダの名を冠した巨大な片刃の魔剣。『1』以来久々にダンテが使用する。 これまでのシリーズでは外見はほぼ変わらなかったが、今作においては肉塊や背骨のような意匠を持つ有機的でややグロテスクな外見にアレンジされている。技に応じて様々な形態に変形する。 リベリオンが破壊されて以降は代わりに使用し、技は全く同じとなる。リベリオンの潜在能力によって、リベリオンと共にダンテ自身と融合し新たな魔剣に進化した。 |
| バルログ (Balrog)                        | 装備者を焼き尽くさんばかりの炎を纏った、籠手と具足の形をした魔具。元は『2』のラストボスである覇王アルゴサクスの右腕だった悪魔「炎獄の主 バルログ」が魔具へと転じた物で、これに関する顛末は前日譚小説の『Before the Nightmare』にて詳しく描かれている。手数に優れる「ブロウモード」と一撃の威力に優れる「キックモード」を切り替えることが可能。ブロウモード中は肩に、キックモード中は足先に装甲が追加される。いずれのモードにおいても、特定の条件を満たすと「イグニッション」という炎が燃え盛った状態へと発展し、一部の技の強化などが施される。 |
| キャバリエーレ (Cavaliere)               | 雷の魔力を宿したキャバリエーレアンジェロの鎧の欠片が人間界のバイクの残骸に取り込まれる形で誕生した、稲妻を纏ったバイク型の魔具。 通常攻撃では車体を半分に分割させて双剣のように使用し、スタイルアクション時はダンテが直接バイクに跨っての攻撃となる。突進技の際は、車体正面よりキャバリエーレアンジェロが使用していたレイピアに似た意匠の槍が飛び出す。 攻撃時はタイヤをバズソーのように用いる連続攻撃となり、一撃当たりの動作は非常に鈍重だが、総ヒット数とダメージ量が多い。さらに動作中はスーパーアーマー状態となり敵の攻撃で技が中断されにくくなり、これによって攻撃を耐えた場合、ダメージは受けるがスタイリッシュランクが下がらない。 敵に攻撃がヒットしている間にボタンを押し続けると、紫電を纏って連続ヒットの持続時間が増加する。さらにその状態でコンボを追加入力する（武器に纏う雷が消える直前で最大）ことで次に繰り出す攻撃の威力と速度が上がる「ギアホイール」という固有ギミックがある。これにより、テンポ良くコンボを繋げることで短所である鈍重さをカバーすることができる。また、特に効果は無いがこの武器の装備中のダンテは首からゴーグルを下げるようになり、魔人化中は実際にゴーグルを着用する。 DLC専用として「ニコがチューンアップした」という設定のキャバリエーレRが存在する。カラーが赤になっており、攻撃力を強化した分敵の攻撃に動作を中断されやすくなっている他、キャバリエーレRの専用技が1つ追加されている。 |
| 魔剣ダンテ (Devil Sword Dante)           | リベリオンを触媒としてリベリオン自身と魔剣スパーダがダンテと融合し、ダンテ自身が生み出した新たな伝説の魔剣。 使う技は「スパーダ」「リベリオン」とある程度共通しているが、従来のスタイルアクションが全て通常技として使用可能になり、他の近接武器に準ずる技数となっている。 代わりにスタイルアクションでは幻影の剣「ミラージュソード」を用いた攻撃が可能となっている他、デビルトリガーゲージを消費することでミラージュソードを自分の周囲に配置し、一定時間使用スタイルに応じた自動アクションを行う「ソードフォーメーション」も追加されている。なお、「ソードフォーメーション」は魔剣ダンテ入手後の魔人化中は常に発動する。 |
| キングケルベロス (King Cerberus)         | 『3』に登場した魔具「ケルベロス」の上位存在。『3』と同様の形状の氷属性のリングに繋がれたヌンチャクの他に、スタイルアクションで炎属性のポールウェポンに、ボタン長押しの追撃技で雷属性の三節棍に変形する。 スタイルアクションの技は、先端部分で当てると威力がアップする場合が多い。魔人化するとDTゲージを消費する代わりに、連続回転攻撃「リボルバー」のフィニッシュにツララによる追加攻撃が発生し、スタイルアクション「ホットスタッフ」のフィニッシュの火炎が強化される。 |
| 遠距離武器                               | |
| エボニー&アイボリー (Ebony&Ivory)        | 高名なガンスミスであるニコの祖母がダンテのために作成したパーツを用い、ダンテが組み上げたシリーズお馴染みの二丁拳銃。連射性に優れる初期装備。 今作のガンスリンガースタイルでは2丁それぞれの個別設定が活かされ、アイボリーでは3連速射の貫通弾、エボニーは単発高威力の炸裂弾を放つことができるようになる。 さらにこの武器のみ、ガンスリンガースタイルにしているだけで自動的にチャージが行われるようになる。 |
| コヨーテ・A (Coyote-A)                   | ダンテが自作したショットガン。Aはエース（英: ace）と読む。前作『4』から続投した初期装備の1つ。内部構造をニコに酷評されている。 近接時の威力に優れる。今作では『2』のショットガンのアクションをさらに発展させたような新アクション「カットイン」が追加されており、「ガンスティンガー」の最中に追加入力を行うことで、任意の方向に回避動作を取りながら射撃する。射撃前後を問わずに連続入力でき、縦横無尽に動き回ることが可能。 |
| Dr.ファウスト (Dr. Faust)                | フォルトゥナに出現する悪魔「ファウスト」を参考にニコが作り上げた帽子型の魔具。 レッドオーブを投射して攻撃するため、レッドオーブが0になるとほとんどのアクションが使用できなくなる。 その見返りとして攻撃力が高めで、中にはレッドオーブの獲得量を上げる技もある。 |
| カリーナ＝アン (Kalina Ann)              | 本来はレディが使用している武器。魔王ユリゼンとの戦闘の際に紛失したらしく、とある場所に落ちている。 |
| カリーナ＝アンII (Kalina Ann II)         | レディが使用しているカリーナ＝アンのコピー品。ニコがユリゼンとの戦いでカリーナ＝アンを紛失したレディに頼まれて開発したが、彼女の判断によってダンテに渡された。性能面はオリジナルと同じ。 |
| ダブルカリーナ＝アン (Double Kalina Ann) | カリーナ＝アンとカリーナ＝アンIIが連結した武器。通常はカリーナ＝アンとカリーナ＝アンIIをそれぞれの手に持って実体弾を撃つが、ボタン長押しで連結して強力なビームを撃つ。ただし、これらの機能はレディには一切告げずに組み込まれており、レディでの使用は一切考慮されていない。 なお、装備中に十字キー左（ガンスリンガースタイル入力）を押し続けることで片方を地面に突き刺し、カリーナ＝アン単体に切り替えることができる。突き刺しているカリーナ＝アンIIに触れることで再び回収することが可能。 |
| 固有アクション                           | |
| トリックスター (Trickster)               | ジャンプとは違い水平方向をすばやく移動する「ダッシュ」「スカイスター」など、回避アクションを拡張するスタイル。レベルアップにより敵への追撃が行いやすくなるアクションが追加される。 ソードフォーメーション中は4本のミラージュソードがダンテの背後に配置される「リアクター」となり、エアハイクとトリックスターの各アクションの連続使用回数を1回増加させる。 |
| ソードマスター (Swordmaster)             | 近接武器のアクションを拡張するスタイル。豊富な数の攻撃技を提供するため、戦闘での主力になりやすいスタイル。一部の武器には射程が長く遠距離攻撃ができる技も存在する。 ソードフォーメーション「チェイサー」は4本のミラージュソードがダンテの近接攻撃に合わせて攻撃支援を行うが、魔剣ダンテのスタイルアクションとの併用はできなくなる。 |
| ガンスリンガー (Gunslinger)              | 遠距離武器のアクションを拡張するスタイル。遠距離武器は補助攻撃としての扱いが多い分、このスタイルにはスタイリッシュランク上昇率が高い技が多数存在する。 ソードフォーメーション「インターセプタ―」は4本のミラージュソードがダンテの周囲に配置され、近くの敵に自動的に飛んでいくようになる、バージルの急襲幻影剣に似たもの。 |
| ロイヤルガード (Royalguard)              | 敵の攻撃をその場で防御する「ブロック」と、防いだダメージの蓄積に応じて威力が上がる「リリース」が使用できるスタイル。敵の攻撃にジャストタイミングで合わせて使用することで完全にダメージを無効化する「ロイヤルブロック」や桁違いの威力を発揮するカウンター「ロイヤルリリース」も健在。 今作では通常の「ブロック」では、体力ではなくDTゲージを消費するように変更され、ランクを上昇させてダメージを完全遮断できるようになった。ただし、DTゲージがない状態で攻撃を防ぐと大きな隙を生む他、ロイヤルブロックでないと防げない敵の攻撃もある。 ソードフォーメーション「エスコート」は垂直に立った4本のミラージュソードがダンテの周囲に配置され、攻撃を受けた際に自動的にダンテの盾となりダメージを軽減させるだけでなく、ブロック成功時のゲージの上昇量を上げる効果を発揮する。 |
| 魔人化 (Devil Trigger)                   | DTゲージが3以上ある時に使用可能。一時的にダンテの攻撃力と防御力を上昇させ、さらに効果中は徐々に体力を回復させる他様々な要素において強化がなされる。 ただしこの内、「スティンガー」などの強化される一部の攻撃技は使用するたびにDTゲージを消費するようになる。 本作はバイタルスターが廃止されているためか、魔人化による体力回復性能が従来よりも強化されている。また、『3』のリベリオン魔人同様にコートを翼に変形させ滑空するアクション「グライダー」が復活している。 |
| 真魔人化 (SIN Devil Trigger)             | 魔剣ダンテと同時に獲得する能力。DTゲージを変換するアクション「アクムレイト」で専用のSDTゲージが最大まで溜まったときに使用可能。 ダンテの体に魔剣ダンテが突き刺さる演出と共に周囲の敵にダメージを与えつつ変身、一定時間の間、圧倒的な威力を誇る攻撃技を使えるようになるが、体力は回復せず、SDTゲージを消費するまでは任意の解除は行えず、更に効果終了時に大きな隙が発生する。 スキル「クァッドループルS」を習得し、かつスタイリッシュランクがSSSの時に限り、変身時の演出と隙をキャンセルしつつ、最初の数秒間のみSDTゲージが消費されない状態で変身することができる。ゲージが減り始めるまでの間であれば任意で変身が解除でき、かつSSSランクさえ維持できていれば再度の変身も可能となるため、真魔人化の技をコンボに組み込みつつ、SDTゲージを減らさずに戦い続けることが可能。 |

| 名前                   | 能力 |
| 近接武器               | 近接武器 |
| ---------------------- | --- |
| Vの杖 (V's Cane)       | 魔力を伝導しやすい金属で作られた、Vが常用する杖。一部のスキルを除いて通常では杖で悪魔にダメージを与えることはできない。Vの使い魔は基本的に悪魔を攻撃しても仮死（リザイン）状態に陥らせることまでしかできず、V本人はこの杖を用いてリザイン状態にした悪魔に止めを刺すことになる。杖を投げつけ、投げた杖に向かって瞬間移動しつつとどめを刺す「ガンビット」、DTゲージを消費し魔力で複製した多数の杖を周囲に飛ばし一度に多くの敵を攻撃する「ロイヤルフォーク」などのスキルがある。 『Visions of V』では、一匹のエンプーサに追い詰められたVが逃げ込んだ骨董品屋内から手に入れた経緯が描かれている。魔力伝導性が高い理由については、製造過程で魔界由来の素材がたまたま紛れ込んだのではとグリフォンに推察されている。 |
| シャドウ (Shadow)      | Vが使役する魔物の内の一体。『1』においては敵キャラとして登場した。普段は大型のネコ科動物のような見た目をしている。 近接攻撃を担当する使い魔。ダンテやネロの近接攻撃武器と同様に、ボタンを特定のタイミングで連続で押すことでコンボを繰り出す他、身体を武器や無数の針などに変化させる。 Vの地上移動の補助も担当しており、Vを乗せて走る、彼の足元の影となってサイドステップなどの高速移動を行わせる。 VのDTゲージを消費することで、一定時間デビルトリガー状態になり自動的に攻撃を行わせることができる。 |
| 遠距離武器             | |
| グリフォン (Griffon)   | Vが使役する魔物の内の一体。猛禽類ほどのサイズの巨大な鳥で他の二体と違って人語を喋る。 雷を操り、遠距離攻撃を担当する使い魔。通常ボタン連打では口から電撃弾を射出するが、コマンド入力によって多彩な雷撃を放つ。 またジャンプ時や後方回避において、Vを引っ張って空中移動の補助を担当する。 VのDTゲージを消費することで、一定時間デビルトリガー状態になり自動的に攻撃を行わせることができる。 |
| 固有アクション         | |
| ナイトメア (Nightmare) | Vがデビルトリガーを発動することで召喚される大型悪魔。『1』では魔帝が生み出したスライム型の生体兵器として登場したが、本作ではゴーレムのような巨人型の姿を取る。鈍重だが強力無比な攻撃力・殲滅力、そして無敵の耐久力を誇り、巨大な拳の物理攻撃や光線照射で周囲の敵を蹴散らす。 場所によって出現する挙動が異なり、特定の場所で召喚すると障害物を自動的に破壊し隠された部屋に行ける場合がある。 スキル「プロモーション」によってVが直接乗って操作することができ、その場合に限り、ナイトメアの攻撃で直接トドメを刺せる。ただし、プロモーション中は敵の攻撃を受けるとDTゲージが減少し、操作時間が短縮される。 その他、召喚中はステイルメイト状態になったシャドウとグリフォンを回復させ無敵状態にする効果もある。 他のキャラクターのデビルトリガーとは違ってV自身には体力回復などの恩恵は無いが、代わりにナイトメア召喚中に倒した敵から入手するグリーンオーブやホワイトオーブの出現量を上げるスキルを持つ。 |

| 名前                                 | 能力 |
| 近接武器                             | 近接武器 |
| ------------------------------------ | --- |
| 閻魔刀 (Yamato)                      | バージルが父スパーダから受け継いだ日本刀。基本的な性能は『4SE』に準じるが、周囲の空間を斬り裂いて敵を引き寄せる「時空裂閃」や空中から急降下して斬りつける「閻魔刀墜撃斬」など新たな技が追加されている。 集中ゲージMAXの際に、SDTゲージを消費して使用できる秘奥義は『4SE』から続投する「次元斬・絶」。今作では魔人化せずに使用することも可能となっているが、SDTゲージが最大でなければならず全消費する。 「次元斬」は『4SE』と同様の性能であり、タイミングよくボタンを離すことで強化されるのも同様。さらにタイミングがシビアながら追加入力で連発することができるようになり、連続次元斬を最大の３回まで成功させるとバージルが「ジャックポット」と呟く。 |
| ベオウルフ (Beowulf)                 | 『3』でバージルが入手した光の力を秘めた籠手と具足。こちらも性能は『4SE』に準じる。真魔人化中に強化される技の数が多い。秘奥義は地面を殴り付けて巨大な爆発を起こす「ヘルオンアース」。 なお、本来ベオウルフは『3』で最終的にバージルからダンテの手に渡るが、本作でなぜバージルが所有しているのかはギャラリー内でも言及されていない。 |
| ミラージュエッジ (Mirage Edge)       | 『4SE』までに使用していたフォースエッジを模した装備で、バージルの魔力で生成した「幻影剣」を閻魔刀と同時に直接振るう。技や性能は『4SE』のフォースエッジに準じ、手数に優れる他、ヒット数を重ねることで相手をスタンさせる効果が加わった。 秘奥義は閻魔刀とミラージュエッジによる二刀流で回転しながら突進攻撃を放つ「ディープスティンガー」。 |
| 遠距離武器                           | |
| 幻影剣 (Mirage Blade)                | バージル自身の魔力で生成した浮遊する剣。外見はフォースエッジを模している。今作から英名が変更された。 なお、敵に小型の幻影剣を投げつける空中挑発が追加され、空中コンボの繋ぎとしても利用できる。 ミラージュエッジ同様、ヒット数を重ねることで相手をスタンさせる効果を持つ。 |
| 固有アクション                       | |
| コンセントレイション (Concentration) | 『4SE』から続投するバージルの固有システム。バージルの集中段階をゲージで表しており、ゲージの量に応じて技の威力や攻撃範囲が上昇する。敵にロックオンしたまま移動する、攻撃を当てる、敵の攻撃をギリギリで避けると上昇し、敵をロックオンせずに移動する、ダメージを受けると大きく減少する。 なお、一定量溜まっている場合はロックオン中に静止していると、ゲージを消費して敵の攻撃を自動的にブロックすることができるようになった。 |
| トリックアクション                   | バージルの移動、回避に関わる瞬間移動アクション。基本性能は『4SE』と同様だが、新たなアクションが追加されたことで接近しか行えなかった『4SE』と比較して回避性能が大幅に上昇した。『4SE』では、敵に一本でも幻影剣が刺さっている状態では対象に接近する「エアトリック」が強制的に発動してしまっていたが、今作のエアトリックは敵をロックオン中にのみ発動するようになり、ニュートラル状態では頭上に瞬間移動する「トリックアップ」、ロックオン中かつスティック後→前入力で発動する「トリックダウン」、地上で任意方向に回避する「トリックドッジ」を任意に使い分けられるようになった。 トリックドッジは発動すると集中ゲージを消費するが、敵の攻撃を引き付けての回避に成功すると連続入力が可能になり、さらに集中ゲージが増加し続けるようになる。これによりVの「フォースドムーブ」同様に連発することで無敵状態を維持することが可能になるが、代わりに回避中のスタイリッシュランク維持と攻撃能力に乏しくなるという欠点を持つ。 |
| ドッペルゲンガー (Doppel Ganger)     | 『DmC バージルダウンフォール』から逆輸入された、今作のバージルの「デビルトリガー」に相当するアクション。バージル自身の姿は変わらず『4』の魔人ネロと同様 に閻魔刀の力で「魔人化した自分自身」を模した姿の閻魔刀魔人を分身として切り離し、共闘する。使用中はDTゲージを消費し、体力は回復しないがバージルの攻撃力、耐久力は僅かに上昇する。『DmC』同様に十字キーで分身が動作を追従するテンポを調整できるが、分身の装備は閻魔刀で固定となっている。その代わり、どの魔具を装備中であっても近接攻撃を長押しして離すことで分身が通常よりも強化された次元斬を放って支援する。 EX挑発を行うとドッペルゲンガーがモーツァルトの怒りの日をバックミュージックに踊りだし、それに辟易したバージルがドッペルゲンガーを斬り捨てる演出がある。 |
| 真魔人化 (SIN Devil Trigger)         | ダンテと同様に今作から追加されたアクション。DTゲージをSDTゲージへと移転することで真魔人へと姿を変える。独自の操作系統に変化する真魔人ダンテと違い、真魔人バージルは操作系統が変化せずに技が強化され、体力を回復し続けるという、ダンテの魔人化に相当する性能を持つ。 また、ダンテの「クァッドループルS」よりも強い効果が無条件で発動しており、変身直後は数秒のみSDTゲージが減らないうえ、減少途中でも真魔人化を解除することが可能である。ただし、SDTゲージが減少していた場合、再度の真魔人化には再びSDTゲージを蓄積する必要がある。 |
| ワールドオブV (World of V)           | 自分自身に閻魔刀を突き刺すことで、Vと使い魔に分離、一定時間強力な全体攻撃を行うアクション。発動時に体力が回復し、さらに発動中に倒した敵からグリーンオーブが発生する確率も上がる。 発動時の集中ゲージの量に比例して体力の回復量と持続時間、グリーンオーブ発生率が増加し、さらに一定値以上であればナイトメアも登場するようになるが、使用後は集中ゲージはゼロになる。 |

## 悪魔

### 大悪魔
魔界の反逆王 ユリゼン
声 - ダン・サウスワース / 咲野俊介
「魔王」とも呼ばれる、「レッドグレイブにおけるクリフォト出現の元凶」ともいえる悪魔。
ネロやダンテらよりも数倍に相当する巨体に、樹木や蔦のようなものが絡みついた容姿をしている人型の悪魔。レッドグレイブに出現したクリフォトの樹の奥底に鎮座している。ネロの腕と閻魔刀を吸収し、クリフォトの樹が供給する人間の生命力を受け、無尽蔵にして最強の魔力を持っている。その絶大な力は魔帝ムンドゥスを凌駕し、伝説の魔剣士スパーダすら超えたダンテが魔剣スパーダを用いても一蹴されてしまうほどである。
閻魔刀が変貌した赤い水晶体に自らを守らせており、この水晶体を破壊しなければユリゼンには攻撃が届かない。水晶体が破壊されるとユリゼンは水晶体に魔力を注入して水晶体を復活させるが、この際にのみダメージを与えることが可能で、ネロであればバスターも可能。終盤に「禁断の果実」を食べた後は植物の外装を剥がし、俊敏な動きと格闘術で戦闘を行う。
口数が少なく、感情も希薄で、ただひたすらにとある目的のための「力」を求めている、心なき純粋な悪魔。しかしかつて魔帝に仕え、魔界の事情に通じていたトリッシュさえ「ユリゼン」という名の悪魔を知らず、ムンドゥスの死後に突然出現した強大な悪魔、という奇怪な素性を持つ。「ユリゼン」という名はプロローグにてVがネロに明かした物だが、ユリゼン本人は「自分に名前はない」と言っており配下の悪魔達も「魔王様」と呼称、あくまでもVの呼称にすぎないことが明らかになっていく。
その正体は閻魔刀によってふたりに分かたれたバージルの「魔」の部分であり、「V」の半身。作中開始時点で正体を知っているのは依頼人であるVと直接名を伝えられたダンテのみであった。滅びゆく「人間」としての肉体と魂を捨てたことで純粋な悪魔となり、形こそ人型だがその心身ともに人間とはかけ離れたものに変貌してしまっている。バージルの人間性が完全に失われているため、エヴァが最後までバージルを救おうとしていたことを知っても「興味がない」と切り捨て、かつてバージルが追い求めていたスパーダの力の象徴である魔剣スパーダすら「無意味」と断じている。
ゴリアテの火球、アルテミスの光線・光弾、ゲリュオンの時間操作、マルファスの空間移動と棘の生成、クリフォトの触手など、作中に登場する他のボスの攻撃能力を使ってくる。
通称として用いられる「ユリゼン」は「お前の理由 (Your Reason)」をもじったものであり、Vが愛読するウィリアム・ブレイクが創作した存在の名前でもある。
血を啜る魔界樹根 クリフォトルーツ
クリフォトの攻撃用の根の塊。事実上の最初のボス。4つの触手のような根で攻撃を仕掛けてくる。
灼熱の獣王 ゴリアテ
声 - ジョーイ・カメン / 三宅健太
クリフォトに実る禁断の果実で魔界の覇権を狙う大型悪魔。腹に巨大な口があり、そこから火球を吐き出す。ネロの単純な挑発に激昂するなど、短気な性格。戦う際は基本的には肉弾戦だが、腹部にある巨大な口に物体を飲み込み、火炎を纏わせてから吐き出して攻撃する遠距離攻撃なども仕掛けてくる。
光を従える女神の化身 アルテミス
天使と虫を掛け合わせたような女性的な外見を持つ飛行型の悪魔。『3』にてダンテが入手していた魔具で、1ヶ月前の魔王討伐の際にトリッシュが持ち込んでいた物。黒騎士の鎧を製作したマキャヴェリの魔銃の一つであるが、アルテミスは黒騎士の鎧と同じ素材を用いて製作されたという経緯があり:178頁、今作において敗北したレディを素体として取り込むことで黒騎士の亜種ともいえる悪魔となっている。これにより、銃火器の取り扱いに秀でるレディの能力が攻撃面で遺憾なく発揮されている。
空中を自在に飛び回り、一度に多数の光弾やビームを放射して攻撃してくる。また、複数の子機を放ち攻撃支援を行わせるが、この子機に攻撃を加えると変形して空中に静止し、グリムグリップとして利用できる。エフェソスのアルテミス像がデザインモチーフとなっており、「乳房状の器官を持った細長い胴体」といった特徴が共通している。
魔界樹に巣食う寄生獣 ニーズヘッグ
声 - ジェイ・パートソン / 宮澤正
クリフォトに寄生して成長する悪魔。クリフォトから離れることができず、クリフォトの養分を吸って存在している。外見はクリフォトに寄生した巨大な体から複数のヘビのような口を持つ触手を生やし、そのうちの一つの触手の先端に本体と思しき棘の生えた人型の上半身を持つ醜悪なクリーチャーのような姿をしている。知能はあまり高くなく、グリフォンに「本物のバカ」と挑発されている。戦闘の際は伸ばした触手による噛みつきや本体の両腕の棘で攻撃してくる。
名前の元となったのは北欧神話に登場する世界樹の根に噛みつく同名の蛇であり、いずれも大樹と共に登場する点が共通している。
時の狭間を駆る戦騎 エルダーゲリュオンナイト
キャバリエーレアンジェロが『3』に登場したゲリュオンの同族に跨った状態。時を操る力を持つゲリュオンとキャバリエーレアンジェロが連携攻撃を行う。
人間界の名馬が魔界の瘴気によって変貌した存在であるゲリュオンは絶滅間近の希少種で、今回戦う個体が最後の一頭らしい。
デザインモチーフはメソポタミア神話に登場する魔獣ムシュフシュで:108頁、比較的馬に近い外見であった『3』の個体と比較して、鎧のような肌を持つ細身の外見となっている。
雷光を纏う黒騎士 キャバリエーレアンジェロ
声 - ジェイミソン・ボアズ / 中務貴幸
雷を操る巨大な騎士。マキャヴェリの作ったアンジェロシリーズの中でも高い性能を誇る個体である。手にした大剣はゲリュオンへの騎乗時には馬上槍のような武器として用い、後にキャバリエーレアンジェロ単独での戦闘では刀身を四分割させた大剣として使用する。マキャヴェリが製作した他の黒騎士と同様に名前にはイタリア語が用いられており、キャバリエーレ (cavaliere) はイタリア語で“騎士”または”騎手”を意味し、初登場時は名前通りゲリュオンに騎乗した状態で対峙することとなる。後にマルファスが生み出した再生ボスとして再登場した際の名も“ミラージョアンジェロ”となっている。鎧の素体にはユリゼンによって囚われたトリッシュが利用されているため稲妻を操る能力が付与されている。ダンテとの戦闘で体内のトリッシュを救出されたことで機能を停止するが、まだ生きている鎧の破片自体がダンテとの戦闘前に両断されたバイクの残骸と融合した事で、魔具『キャバリエーレ』として生まれ変わった。
踏みしだく巨影 ギルガメス
『4』に登場した魔具“衝撃鋼ギルガメス”の別の個体がクリフォトと融合して誕生した悪魔。超巨大な四速歩行の金属生命体で、レッドグレイブ市を破壊しながら闊歩している。その巨体故に動作は遅いが、高い防御力と破壊力を備えている。
『5』の公式アートワークス112ページで、衝撃鋼ギルガメスは魔界では固体か液体の状態で存在している設定が明かされた。クリフォトの根は通常であれば本体から切り離され魔力の供給を断たれると灰化して消滅するが、切り離された根の1つがこの液体のギルガメスを吸収、金属化したことで独立し、一個体の悪魔として活動している。
魔造鳥獣と三魔女 マルファス
声 - ベッキー・ボクサー / 行成とあ
ユリゼン配下の悪魔の一体。空間魔術を操る三位一体の魔女と怪力の化鳥が融合している。スパーダの血族を警戒する忠臣であり、他の悪魔に命令を出せる立場にある。空間を操ったり、相手の力を奪うなどの様々な魔術を使用することができる。魔界に落ちてきた屍を用いて悪魔を生み出し使役することができ、マルファスが騎乗している鳥型の悪魔も屍を用いて作られている:116-119頁。
ユリゼンに付き従う理由は不明。
放たれた魔界の門番 キングケルベロス
声 - ポール・スタンコ、ニッキー・スコーピオ、パトリック・セイズ / 後藤哲夫、小山剛志、楠見尚己
ユリゼン配下の悪魔の一体。『3』で登場したケルベロスの一族の王で、氷の力しかなかったそれとは異なり3つの頭にそれぞれ氷・雷・炎の力を宿し、属性を切り替えながら戦う。眷属同様クリフォトの頂上への門番を務めるだけでなく、自身が操る絶対零度の冷気で、頂上へのエネルギーの集中に伴って上昇する温度を冷却、安定化させ、禁断の果実の成長を促進させる役割を担っている:190頁。魔王であるユリゼンに高い忠誠心を抱いているが、自分を倒した者に力を与えるなど、他のケルベロスの例に漏れず、力を重視している。『5』の公式アートワークス120ページでは、ケルベロス族は魔界でも繁殖が進み、一大勢力を築いていることが判明している。

### 通常悪魔
血に誘われる魔虫 エンプーサ
亡者やアリ、カマキリを巨大戯画化したような姿の青白い悪魔。クリフォトの血を移送する役目を持っている種で、周辺の血溜まりに駆け寄り血を吸うことで昆虫の腹部にあたる部分が肥大化する性質がある。
屍にたかる羽虫 グリーンエンプーサ
周囲の悪魔を治癒する血液を蓄えたエンプーサ。一対の翼を生やしており、顔の形状はアブやハエを思わせる。治癒を行う前に倒すとグリーンオーブを必ず得られる。
血塊を蓄えた魔虫 レッドエンプーサ
血の大量摂取によって突然変異し、大量のレッドオーブを蓄えた希少なエンプーサ。今作におけるボーナスキャラ。攻撃はほとんど行わずプレイヤーから逃げ回る。耐久力が高く怯みにくいが、一定時間までに怯ませられないと地面に潜っていなくなってしまう。
魔虫の女王 エンプーサクイーン
さらに巨大化したエンプーサ。通常個体に比べてよりカマキリに似た風貌をしており、敵味方問わずに攻撃を行う。血溜まりから血を吸うことで体が赤く染まり、攻撃力が上昇する。
狩鎌の尖兵 ヘルカイナ
大鎌を持った死神のような風貌の悪魔。『3』において砂や悪魔の体液を依り代に現界していた雑魚悪魔達“7ヘルズ”の同族である。個体によってボロ布を纏っていたり、フードを被っているなど複数のバリエーションがあるが、能力に差異はない。今作における代表的な雑魚キャラクターであるが、エンプーサと比較してやや耐久力があり、吹っ飛びにくいという違いがある。
今作においてヘルとは魔界の住人を指す総称であることが明かされており、『1』に登場したマリオネットはヘルがマレット島の人形を依り代として現界した物であることも判明した。
戦斧の狂兵 ヘルアンテノラ
両手に大鉈を携えた大柄なヘル。顔をボロ布で覆っている。痛覚が非常に敏感であり、攻撃を受けて吹き飛ばされると、即座にスーパーアーマー状態で突撃してくる性質を持つ。
二連鎌の魔兵長 ヘルジュデッカ
声 - モリー・スカルピーノ
今作に登場するヘルの中でも最上位格の存在。身体は複数のヘルが合体し紫色の蛇で繋ぎ合わされている:82頁状態となっている。本人に両腕は無く、この蛇を束ねた物を伸縮自在に操って腕代わりにしており、先端にはそれぞれ2つの大鎌を持っている。プレイヤーの遠距離攻撃を無効化することができるが近接攻撃には比較的弱い。部下のヘルを召喚しつつ、瞬間移動を駆使して間合いを保ちながら攻撃してくる。
奇襲の翼 ピロバット
魔界に生息する蝙蝠の一種。単独ではさほど脅威ではないが、集団で現れることが多く、状況次第では脅威となる。腹部まで開く口から炎の弾や火炎放射を放って攻撃してくる。
一部モーションが『1』に登場したプラズマから流用されている。
狂炎の羽 ヘルバット
全身が燃え盛った大型のピロバット。背部に袋状の燃焼器官を持ち、ピロバットより強力な火炎弾と火炎放射を放つ。燃焼器官を攻撃して破裂させれば全身の炎が消え大きく弱体化する。燃焼器官を破壊せずに倒すと、袋を大きく膨らませて自爆する。なお、この爆発には敵を巻き込むこともでき、立ち回り次第では有効活用することが可能。
死を告げる鋏 デスシザーズ
声 - リーサ・リー
巨大な鋏を携えた幽霊のような悪魔で、壁や物体をすり抜ける能力を持つ。『1』にも登場した悪魔で、当時は牛の頭蓋骨を依り代に現界していた中ボス的な存在であった。今作では『1』での下位種であったシン・シザースに似た外見となっており、「初登場時に絵画の中から出現」「初戦闘の場所が図書館」など、『1』を意識した演出が見られる。なお今作の舞台の魔界と人間界の境界が曖昧となった影響で依り代を使わずに登場しているが、頭部が弱点である点は変わっておらず、手順を踏めば『1』同様即死させることが可能。普段は能面のような表情をしているが、弱体化時や新たな鋏の生成時などにムンクの叫びのような表情に変化する。
凶襲の爪 ライアット
青白いトカゲのような風貌をした悪魔。主に集団で現れ、手首のスリットから展開する鈎爪で襲いかかる。また、身体を丸めて回転しながら突撃してくる場合もある。
『初代』『2』に登場した悪魔ブレイド、及びその近縁種フロスト等と似た独特の骨格を有しているが、関係は不明。
轢断の背びれ ケイオス
ライアットの亜種であり、こちらは鋭利な刃状の背鰭が2列、八の字状に生え揃っているのが特徴。この背鰭により、身体を丸めた姿が巨大な丸鋸のような形状となり、高速回転しながら相手を切り刻む。時折口から毒液を吐いて攻撃することもある。背鰭に攻撃を与えて破壊することで回転攻撃を封じることができる。
神速の捕食者（プレデター） ヒューリー
ライアット系列の中でも高い戦闘力を持つ種。ライオットに似るがこちらは一回り大きく血に濡れたような体色をしている他、上の2種とは違い常に二本足で行動する。一度攻撃動作に移行すると、魔術と超高速移動を織り交ぜた残像で相手を幻惑し、時折両腕の刃で攻撃を行う一撃離脱戦法を執る。そのためプレイヤーも相手の動きを読みタイミングを見計らった上で攻撃や回避を行う必要がある。ネロのバスターは通常時は回避されてしまい、ダウン中のみ通用するようになっている。
攻撃能力に秀でている反面防御力や体力は低く設定されており、最高難易度でDTを引いている場合(所謂“怒り状態”)でもプレイヤーの攻撃に怯みやすくなっている。
破断の魔剣士 プロトアンジェロ
声 - マット・マウントジョイ / 近藤浩徳
マキャヴェリが製作した黒騎士の完成形であるネロ・アンジェロを雛形に「素体を必要としない黒騎士」として製作された試作機であり、ネロ・アンジェロの兄弟機、後継機とも呼べる純粋な鎧の悪魔である:90頁。ネロ・アンジェロ同様巨大な剣を振るう他、複数のスクードアンジェロを従えて登場することが多い。
一定ダメージを与えると全身のツノが赤く発光し、攻撃力と防御力が上昇する。剣攻撃のモーションは『1』のダンテの物と同一だが、独自の攻撃としてスーパーアーマー状態で突撃しつつ大剣で大きく一閃する技を持つ。
堅牢なる魔剣士 スクードアンジェロ
声 - ハリソン・ベーコン
サーベルと盾を携えた鎧騎士型の悪魔。盾による高い防御性能を持つ他、複数で登場することが多い。プロトアンジェロに従えられて現れることもあり、プロトの指揮により特別な連携攻撃を放つことがある。
プロトアンジェロを雛形に製作された、素体を使用しない黒騎士の廉価版とも言える存在:89頁スクード (scudo) はイタリア語で“盾”を意味する。
『4』では「アルトアンジェロ」「ビアンコアンジェロ」という鎧の悪魔が登場しており、これらはアグナスの技術による人造悪魔だが、開発の際にはネロ・アンジェロの鎧の欠片が用いられており、ある意味プロト・スクードの同族とも言える。ビアンコアンジェロに素体は使用されていないが、開発者のアグナスは無数の悪魔や人間の魂を使用することで解決した。アルトアンジェロは悪魔化した人間がビアンコアンジェロの鎧を纏った存在であり、こちらは本来の黒騎士に近い運用となっている。
神出鬼没の詠唱者 バフォメット
声 - トッド・ハバーコーン
名の通り山羊を思わせる頭部を持った、冷気の魔術を操る悪魔。常に空中浮遊している。周囲に冷気を張っている間はプレイヤーの銃撃を無効化してしまう。
とめどない呪詛の雨 ルサキア
稲妻の魔術を操る悪魔。バフォメットの同族だが、呪文詠唱のために四肢と引き換えに全身に無数の口を備える進化を選んだ。魔術の中には大ダメージを発生させるものもあるため、その際は攻撃を当て詠唱を中断させなければならない。瞬間移動で逃げ回りながら戦うが、強力な魔術を行使した後は、体力を消耗してしばらく動けなくなる。
暴走巨頭 ベヒモス
巨大な二足歩行のワニのような悪魔。食欲が強すぎて共食いを行うため、通常は他の悪魔によって装着された鎖で口が厳重に拘束されている。ダメージを与えて拘束を破壊すると口内から2本の巨大な舌型の触手を出現させ、敵味方問わず暴れまわるようになる。
Vのチェックメイト時の演出中は周囲に他の敵がいる場合に限り、スティック入力で頭部を左右に振り回して攻撃させることができる。
踊る異形 ノーバディ
声 - トッド・ハバーコーン
『1』以来の登場となる悪魔。魔界でも最下層に位置する住人であり、それゆえ「ノーバディ（誰でもない）」と名付けられた。設定に反して手強い戦闘能力を持ち、四つん這いの姿勢に背中から生えた第三の腕と全身に存在する大小不揃いの目玉が特徴。常に不気味な笑い声を上げ、素早い動きでプレイヤーを翻弄する。身体から分離した目玉はプレイヤーを追尾する爆弾となる。過去作と同様仮面を被ることによって能力を向上させる他、不思議な踊りによってダンテたちのDTゲージを吸収し、さらに仲間を召喚する能力を持つ強敵だが、死ぬ際に酸をまき散らすことがなくなった。グリフォン曰く「キモい悪魔」。
初遭遇時には『1』で使用されていたノーバディ、フロスト戦のアレンジBGMが流れる。

## 用語

### 地理・舞台
クリフォト
邪悪の樹。
本作の物語の根本となる魔界の大樹。レッドグレイブ市の中央に現出し、魔界から人間界を貫くように樹立、地下の至るところに根を張っている。また、触手のような根で人間の血を吸って成層圏以上にまでその幹を伸ばし、その頂上には強大な魔力を秘めた「禁断の果実」を実らせる。
一般的な樹とは本質的に異なり、物理的には上下逆さまに生えている。人間界の地上は「魔界の地下」に相当し、現出したものは全て「根」である。反対に人間界の地下に魔界は位置しており、地面を境界に魔界の最深部を「頂上」として突き進んでいる。
他の悪魔を出現させる根や、電撃弾を飛ばしてくる脳みそのような形の根もある。
地表に表出したクリフォトの根は本来であれば成長に伴い成層圏にまで達し、そこから地球全土の空を覆うように根を張り巡らせていき、形成された根から地表に垂れ下がるように樹が成長していく:195頁。今作の場合はミッション17においてユリゼンが撃破され、禁断の果実も失ったことでエネルギーが行き場を失って暴走状態に陥り、本来の成長過程を経られず自壊が時間の問題であったが、ミッション18〜20の状態ではダンテとの決着を望むバージルの意志により、Vの杖と魔力の残滓を用いて維持されていた:192頁。
マレット島
ムンドゥスが魔界への門を開こうとしていた島で『1』の舞台。ムンドゥスが倒された後大爆発を起こし、地図上から消え去った。
本作ではグリフォンたちとの戦いでダンテが懐かしむシーンがある。
ボビーの穴倉
モリソンからの手紙で言及された小説版『1』の舞台となった酒場。裏社会に通じる便利屋や荒くれ者の溜まり場でトニー・レッドグレイブを名乗っていた頃のダンテも常連客の一人であった。
ギルバの凶行によって主人のボビーをはじめ、多くの便利屋たちが死亡し、店は潰れてしまったが、『Before the Nightmare』でティキとネスティの二人が「グルーの穴倉」という名で再建している。
レッドグレイブ
本作の舞台となる地方都市。
初登場する街で、実はダンテやバージルの故郷であり彼らの生家が無人となって残っていた。また、ダンテの偽名の由来でもあった。
スパーダの邸宅
ダンテ、バージルの生家にして、クリフォト出現の中心地となった邸宅。かつてスパーダが悪魔の襲来に備えて残した安全装置であるスパーダ像の加護は現在も動作する状態で残されている:186頁。ミッション12にて、ダンテはかつて幼少期に脱出に使用した地下洞窟から再び生家に足を踏み入れることになる。

### 人物・アイテム
アグナス
『4』に登場した、ニコの父親。魔剣教団の教皇サンクトゥスの「救済」に加担し悪魔の力を手に入れ、ネロ等と対立するもダンテに敗れた。
『5』の前日譚小説でウロボロス社の元研究員であることが判明し、妻のアリッサとは社内恋愛を切っ掛けに結ばれた。アリッサとともにロックの家で暮らすようになり、奇妙な発明品でみんなを笑わせたりロックとはオカルト雑誌の内容について議論したりするなど平穏な生活を送っていたが、サンクトゥスから帰還の命を受け妻のアリッサとまだ幼い娘のニコを残し、フォルトゥナに帰ることになる。
禁断の果実
クリフォトの頂上に実る、クリフォトが吸った人間の血が凝縮した果実。禍々しい林檎のような形状をしており、内部に満たされた血液が滴り落ちている。食べた者に強大な力を与える。
なお、『3』では同名のキーアイテムが登場する。地下歌劇場の扉を開く為の物であり外見も（少し）異なるが詳細は不明。
クレド
『4』に登場したキリエの兄で、ネロにとっても兄のような存在。アグナス同様、彼も教皇の「救済」に加担しており、悪魔の力を手に入れていた。「救済」を巡りネロ等と対立するが、何も知らなかった妹まで利用された事を機に教皇に反旗を翻した。
悪魔の力に手を染めたとはいえ、その力に溺れる事はなく「弱き人々を守る」という高潔な信念を貫いていた。最期はネロたちを助けるため教皇に立ち向かい、返り討ちに遭ってしまう。
家族同然のクレドを喪った事をネロは悔やんでおり、その後悔が最終盤での『ダンテ達の殺し合いを止める』という、彼の決断へ繋がった。
黒騎士
マキャヴェリが製作した鎧のような風貌の悪魔。個体名にはイタリア語が用いられる傾向がある。該当する悪魔はこれまでの作品中にも登場しているが、前日譚『Before the Nightmare』の172-175ページにて明確な設定が明かされた。
元々はスパーダの封印から目覚め、力を蓄えている状態の魔帝がスパーダの血族への復讐を目的にマキャヴェリに製作を依頼したことで誕生した経緯を持つ。製作過程でマキャヴェリの鎧に“素体”を取り込ませることで黒騎士として完成する。完成した黒騎士の魔力や戦闘力は素体の能力に依存するため、魔帝はダンテに差し向けたギルバの敗北からより強力な素体を求めるようになり、最終的に『3』でダンテに敗れた満身創痍のバージルを素体として利用、ネロ・アンジェロを生み出した。『Visions of V』ではバージルがムンドゥスに改造される場面が描かれており、泥のような不定形の形状となった黒騎士の鎧が瀕死のバージルを取り込んでいた。
今作に登場するプロトアンジェロはネロ・アンジェロの誕生により一旦の完成を見た黒騎士の鎧から「素体を必要としない黒騎士」を目指して製作された試作機であり、ネロ・アンジェロの兄弟機、後継機とも呼べる純粋な鎧の悪魔である:90頁。さらにその本格的な完成版および量産型として生み出された物がスクードアンジェロである:89頁。しかし、強力な黒騎士の誕生にはやはり素体が必要不可欠であり、キャバリエーレアンジェロはトリッシュを素体として取り込んでいる:110頁。また、『3』に登場したマキャヴェリの魔銃アルテミスは黒騎士の鎧と同じ素材を用いて製作されたという経緯があり:178頁、今作においてレディを素体として取り込むことで悪魔となっている。
グリムグリップ
空中に浮遊している謎の物体。至る所に存在している。ワイヤーを撃ち込む事でワイヤーバウンドが発動し長距離移動ができる。
周りに敵悪魔がいない状況で専用の円形台座に乗ると出現したり、ブルーローズで撃つことで機能する物もある。
トニー・レッドグレイブ
かつてダンテが悪魔たちから身を隠すために使っていた偽名。
元々は『バイオハザード4』の主人公になるはずの警察官の名前であったが、小説版『1』で偽名として導入され、ニールが殺されたのを機に本名を名乗るようになった。その後アニメ版で設定の掘り下げが行われ本作に至る。
ニーズヘッグベビー
『魔根を枯らす幼虫』。ニーズヘッグの幼体で、一部の弱体化した魔界樹に侵食し組織を崩壊させる。
喋れないが鳴く事はでき、ネロ達が平然と持ち運べるほど小さく大人しい性格。ゲーム中では唯一のキーアイテムとして何匹も登場、道を塞ぐクリフォトの幹を排除させる場面がいくつかある。
ニール・ゴールドスタイン
ロックの母親でありニコが「婆ちゃん」と呼び慕っているガンスミス。故人。エボニー＆アイボリーの生みの親でもある。
元々は小説版『1』の登場人物であり、ダンテから「婆さん」と呼ばれ慕われていたが、ギルバによって殺されている。
ネロ・アンジェロ
『3』でダンテに敗れた直後の瀕死のバージルを素体としてムンドゥスに生み出された黒騎士の悪魔。バージルを素体としたことからスパーダ・ダンテと同じ太刀筋の剣術や幻影剣、瞬間移動などの高度な戦闘能力を備える。身の丈ほどもある片刃の大剣を武器に、マレット島にてダンテと三度交戦するも敗北した。誕生直後はまだバージルの意識が反抗していたためか制御が困難であったが、ムンドゥスがバージルから取り上げていた彼にとっての力の象徴の1つであるアミュレットを返した所、安定して忠誠を誓うようになったらしい:174頁。それでも、初戦にてダンテを圧倒していた際にダンテのアミュレットを目にしたことで一時的にバージルの意識が目覚めて苦しみだす描写から、鎧に取り込まれてなおバージルの意識が残留している様子を見せた。
その後鎧の欠片と破損した閻魔刀がフォルトゥナへ流れ着き、魔剣教団に回収され『4』の騒動の一端を担うこととなってしまった。
本作でVが使役しているグリフォン、シャドウ、ナイトメアの3体の使い魔は、「ネロ・アンジェロだった頃のバージル」の記憶から生まれた存在である。
バエル
『4』に登場した、氷の大悪魔。フォルトゥナでネロに敗れ、兄弟たちであるダゴンもダンテに駆逐された。
キングケルベロスの台詞に登場。下等種族として見下されている。
ベリアル
『4』に登場した、炎の大悪魔。フォルトゥナでネロと戦い逃亡、再び出現するもダンテに敗れた。
キングケルベロスの台詞で言及され、自らの炎は「ベリアルを凌駕している」と豪語する。
マキャヴェリ
ドラマCD・『5』にて名前や設定のみ登場した悪魔。ドラマCD（『1』終了後）の時点で既に死亡している。
かつて魔界随一の銃の名手であり、様々な魔銃を作り上げた名工である。『3』に登場したアルテミスや『4』のパンドラなどの魔具も制作している。また、ムンドゥスの命令で生きた鎧である「黒騎士」という悪魔も生み出しており、小説版『1』のギルバや『1』ゲーム本編のネロ・アンジェロ、本作のプロトアンジェロ、スクードアンジェロ、キャバリエーレアンジェロが今まで登場している。
魔剣文書
『3』の登場人物アーカムが常に持ち歩いていた書物。名称は『3』の1年前を描いた漫画版内にて判明。象形文字のような独自の言語で書かれており、漫画版内にてバージルも一度目を通したが読み解くことはできなかった。内容は明らかにされていないが、スパーダの伝説やテメンニグルの起動方法などが書かれている模様。
今作では、ゲーム中のギャラリー内にて名前のみ登場。本書より、かつてスパーダが己の魔力を分割し、3本の魔剣を生み出したという伝説が引用されている。なお、魔剣文書からこの内容が誰に、どのようにして引用されたかは記載されていない。
ムンドゥス
『1』の最終ボスである魔帝。かつて部下であったスパーダに裏切られ倒されるも復活し、発展途上だった頃のレッドグレイブ市を手下に襲撃させエヴァを亡き者にした。その後、素性を偽る事なく世界各地を放浪していたバージルと、名を変えて生き延びていたダンテの両名に幾度となく刺客を放つも全て返り討ちに遭い失敗に終わる。その後配下からの報告で、貪欲に力を求め続けるバージルと、それを嫌悪するようになったダンテとの対立を知ったムンドゥスは、両名の争いを敢えて静観すると決め、『3』の魔界での決戦後に取り残されたバージルを当時研究していた黒騎士の素体として利用することを決めた:173-174頁。
トリッシュの生みの親でもあり、彼女を利用してデビルハンターとなったダンテを罠に掛けるが、最終的には彼女にも裏切られいつかまた復活する旨の捨て台詞を吐きながらダンテにも敗北した。
本作では彼も禁断の果実を食べていた事が明かされる。『Visions of V』にはVの過去のトラウマのフラッシュバックとして登場し、ネロ･アンジェロやナイトメアを生み出す場面が描かれている。
閻魔刀（やまと）
バージルが愛用する妖刀。元々はスパーダの物だった切れ味鋭い日本刀である。今作のギャラリー内で語られた魔剣文書では、魔剣スパーダやリベリオンと共にスパーダ自身の魔力を分割して生み出された3本の魔剣の1つであり「死の神」の名を冠した魔剣である説が語られている。『4』にて刀身が折れた状態で発見されていたが、本作の前日譚『Before the Nightmare』の58-59ページで閻魔刀が折れた際に砕け散った破片が魔界中に散らばっていたことが明かされた。破片のみの状態でも一時的に人間界と魔界に穴を開けるほどの魔力を有しており、『2』にてダンテが魔界から帰還できたのも閻魔刀の破片を発見できたからであることが判明した。また、前述の通り小説版にて閻魔刀の破片がバルログに回収されている。なお、閻魔刀が折れた経緯に関しては『Visions of V』にて初めて描写され、『3』終了後にバージルがムンドゥスに敗れた際に刀身を砕かれていたことが判明した。素体として黒騎士の鎧に取り込まれていく中、意識が途切れる寸前まで折れた閻魔刀に手を伸ばそうとしていた。
バージルは己の美学故に銃を一切使わないためその刀捌きは達人の域に達しており、強力な銃火器相手でも閻魔刀一本で互角かそれ以上に渡り合えるほどになっている。また、今作では銃撃に対しては抜刀すら行わず、片手に携えた閻魔刀の鞘を僅かに動かすだけで弾丸を弾き落とし、『4SE』では魔人状態でしか使用できなかった“次元斬・絶”を魔人化せずに使用するなど、錬度も上がっている。
本作では閻魔刀の「人と魔を分かつ」設定が明確に描写され、さらに空間を切り裂いて別の場所へ移動する場面が描かれた。また、デザインが若干変更されている。これまではデビルトリガー時には使用者の左腕に一体化していたが、今作の真魔人バージルの場合は両腕に完全に格納され、青白い魔力の奔流となって両腕から吹き出している。使用時には魔剣ダンテ同様に手の中に抜き身の閻魔刀を出現させる。ニコはギャラリー内にてこれが「閻魔刀の本来の姿ではないか？」と考察している。

## 主なスタッフ
- プロデューサー - マシュー・ウォーカー、岡部眞輝
- ディレクター - 伊津野英昭
- キャラクターデザイン - 吉川達哉
- デビルブレイカーデザイン - 河森正治[8]
- 音楽 - 鈴木幸太、渥美格之進、小池義規
- ムービー監督 - 下村勇二

## テーマ曲
「Devil Trigger」
演奏 - Casey Edwards feat. Ali Edwards
ネロの戦闘曲。配信開始日にイギリスのiTunesロックチャートで第1位を獲得した。初報PVでも使用されている。
「Subhuman」
演奏 - Cody Matthew Johnson feat. Suicide Silence
ダンテの戦闘曲。当初はエディー・ハーミダがボーカルを担当する予定だったが、不祥事によってボーカルトラックのみミハエル・バールに差し替えられている。
「Crimson Cloud」
演奏 - Jeff Rona feat. Rachel Fannan
Vの戦闘曲。
「Bury the Light」
演奏 - Casey Edwards feat. Victor Borba
『5SE』でプレイアブルキャラクターになったバージルの戦闘曲。
「Legacy」
演奏 - 鈴木幸太 feat. Ali Edwards
メインテーマ曲。
「MAD QUALIA」
歌 - HYDE
本作のイメージソングとしてHYDEが書き下ろした曲。同シングルの「デビル メイ クライ盤」には、ネロを始めとするキャラクターが描き下ろされたジャケットや、ゲームとのコラボMVが収録されたDVDが付属する。
「DEFEAT」
歌 - HYDE
『5SE』の発売を記念し、イメージソングとして使用された楽曲。

## 関連商品

### 書籍
『Devil May Cry 5 -Before the Nightmare-』
原作：カプコン、著：森橋ビンゴ、イラスト：つよ丸、出版：角川スニーカー文庫、発売日：2019年3月1日発売、ISBN：978-4041080924
本作の前日譚を描く公式ノベライズ。新キャラクターがどのようにしてネロたちに出会ったかの経緯や、過去作の本編や小説版と繋がる設定補完が試みられている。
『デビル メイ クライ 5 公式アートワークス』
発行：KADOKAWA、編集：電撃ゲーム書籍編集部、発売日:2019年4月26日、ISBN：978-4049123227

### コミカライズ
『Devil May Cry 5 – Visions of V –』
原作：カプコン、作画：尾方富生
本編の前日譚を描く公式コミカライズ。LINEマンガにて2019年4月27日より連載。謎の青年Vの視点から、3体の魔獣との出会いの経緯や本編では全て語られなかった彼の心情と成長などが描かれる。2019年から2022年にかけて全5巻の単行本が発売された。

### 音楽
『デビル メイ クライ 5 オリジナル・サウンドトラック』
発売元：カプコン セルピュータレーベル、発売日:2019年3月20日、JAN 4976219000840
本作の使用楽曲を収録したサウンドトラック。「PlayStation Game Music大賞 2019」では「アルバムランキング 2位」を受賞した。

### コラボレーション
『D×2 真・女神転生 リベレーション』
ネロ、ダンテ、Vが参戦した。また、期間中にセブン-イレブンの各店舗にてログインすることでアイテムや召喚札を入手できた。
『パズル&ドラゴンズ』
ネロ、ダンテ、Vに加え、バージル、トリッシュ、レディ、ニコ、キリエ、ルシア、マティエ、ユリゼンが実装された。一部のキャラクターは、アシスト進化を行うと自身の使用している魔具などになる。
『ラストクラウディア』
ネロ、ダンテ、Vがコラボユニットとして参戦し、便利屋Devil May Cryとユリゼンがコラボアークで登場。コラボ限定イベントではユリゼンと戦うことができる。
『ロックマンX DiVE』
エックスがダンテの姿になった「エックス ダンテトリガー」、ゼロがバージルの姿になった「ゼロ バージルトリガー」がハンタープログラム、ネロ、ダンテ、V、バージル、ユリゼンが描かれたダイヴカードが実装。

## 評価・受賞歴

### 評価
ネロの戦闘曲「Devil Trigger」は公開初週にイギリスのiTunesロックチャートでダウンロードセールス第1位を獲得した。
「週刊ファミ通 通巻1578号」に掲載されたファミ通クロスレビューでは37/40となり、「プラチナ殿堂入り」となった。海外有名メディアからも高いレビューを多数獲得している。
現在の『Devil May Cry 5』のユーザーからの評価のひとつとして、『Steamでは100000件以上のレビューの内96％から高く評価され「圧倒的に好評」のステータスを獲得』している。

### 販売
『Devil May Cry 5』としての販売本数は2025年3月31日時点では913万本であるが、カプコンがIRの一部として公開している「ミリオンセールスタイトル」一覧情報によると、全世界での販売本数（ゲームパッケージ版出荷本数 + ダウンロード版販売本数）が、『Devil May Cry 5 Special Edition』が100万本を記録しており、合算すると2025年3月以前に累計販売本数1000万本を突破している。

### カプコン超選挙
「CAPCOM 40周年」記念として開設したオフィシャルサイト「CAPCOM TOWN」にて行った、投票総数254148票数にもなる、220か国の人達が投票に参加をした「カプコン超選挙」の投票結果では、『5』としてもデビルメイクライシリーズとしても様々な好結果を挙げた。

### 受賞
- 日本ゲーム大賞 2018 - フューチャー部門
- CEDEC AWARDS 2019 - サウンド部門 優秀賞[注 19]
- 日本ゲーム大賞 2019 - 年間作品部門 優秀賞
- Golden Joystick Awards 2019 - Best Visual Design
- PlayStation Awards 2019 - Gold Prize
- PlayStation Game Music大賞 2019 - アルバムランキング 2位[注 20]
- The Game Awards 2019 - Best Action Game
- CGWORLD AWARDS 2019 - 作品賞 リアルタイムグラフィックス部門 Users' Choice
- National Academy of Video Game Trade Reviewers Awards 2019 - Camera Direction in a Game Engine
- SXSW Gaming Awards 2020 - Excellence in Gameplay
- PlayStation Partner Awards 2021 Japan Asia - SPECIAL AWARD[注 21]
- CAPCOM TOWN カプコン超選挙
  - Q.1 カプコンのゲームの中で一番好きなゲームはどれですか？ 1位[注 22][33]
  - Q.8 あなたに最も影響（インパクト）を与えたカプコンのゲームはどれですか？ 7位[注 23][33]